# Tigre
Panthera tigris
Vous lisez un « bon article » labellisé en 2009.
Pour les articles homonymes, voir Tigre (homonymie).
« Tigresse » redirige ici. Pour les autres significations, voir La Tigresse.
Espèce
Statut de conservation UICN

 EN A2abcd : En danger
Statut CITES
Le Tigre (Panthera tigris) est une espèce de mammifère carnivore de la famille des félidés (Felidae) du genre Panthera. Aisément reconnaissable à sa fourrure rousse rayée de noir, c'est le plus grand félin sauvage et l'un des plus grands carnivores terrestres, dépassé seulement par les plus grandes espèces d'ours. L'espèce est divisée en neuf sous-espèces présentant des différences mineures de taille ou de comportement. Superprédateur, il chasse principalement des cerfs et des sangliers, bien qu'il puisse s'attaquer à des proies de taille plus importante comme les buffles jusqu'à l'énorme gayal (rarement attaqué en raison de sa taille imposante et de ses cornes qui peuvent tuer un tigre adulte). Jusqu'au XIXe siècle, le tigre était réputé mangeurs d'hommes, ce qu'il peut être occasionnellement bien que ce soit rare. Comme la plupart des félins, c'est un animal généralement solitaire ; le mâle possède un territoire qui englobe les domaines de plusieurs femelles et ne participe pas à l'éducation des petits.
Le tigre se rencontre dans toute l'Asie, bien que son aire de répartition se soit fortement réduite depuis le début du XXe siècle. L'espèce est considérée comme en danger par l'Union internationale pour la conservation de la nature et est protégée sur l'ensemble des pays où elle vit. Chassées jusqu'au milieu du XXe siècle, les populations de tigres ont fortement décru, passant d'un effectif estimé à 100 000 individus en 1900 à environ 3 900 tigres, dont la majorité vivent en Inde. La réduction de son habitat et le braconnage pour alimenter la médecine traditionnelle chinoise sont les principales menaces qui pèsent sur l'espèce.
« Roi des animaux » et signe zodiacal chinois, le tigre est également très présent dans la mythologie hindoue, où il est la monture de Dourga. Figure emblématique représentant la force et la férocité, ce félin est dépeint dans de nombreux tableaux, et a figuré dans de nombreuses œuvres musicales et littéraires : Shere Khan du Livre de la jungle de Rudyard Kipling ou encore Hobbes dans la bande dessinée Calvin et Hobbes.

## Description morphologique

### Corps

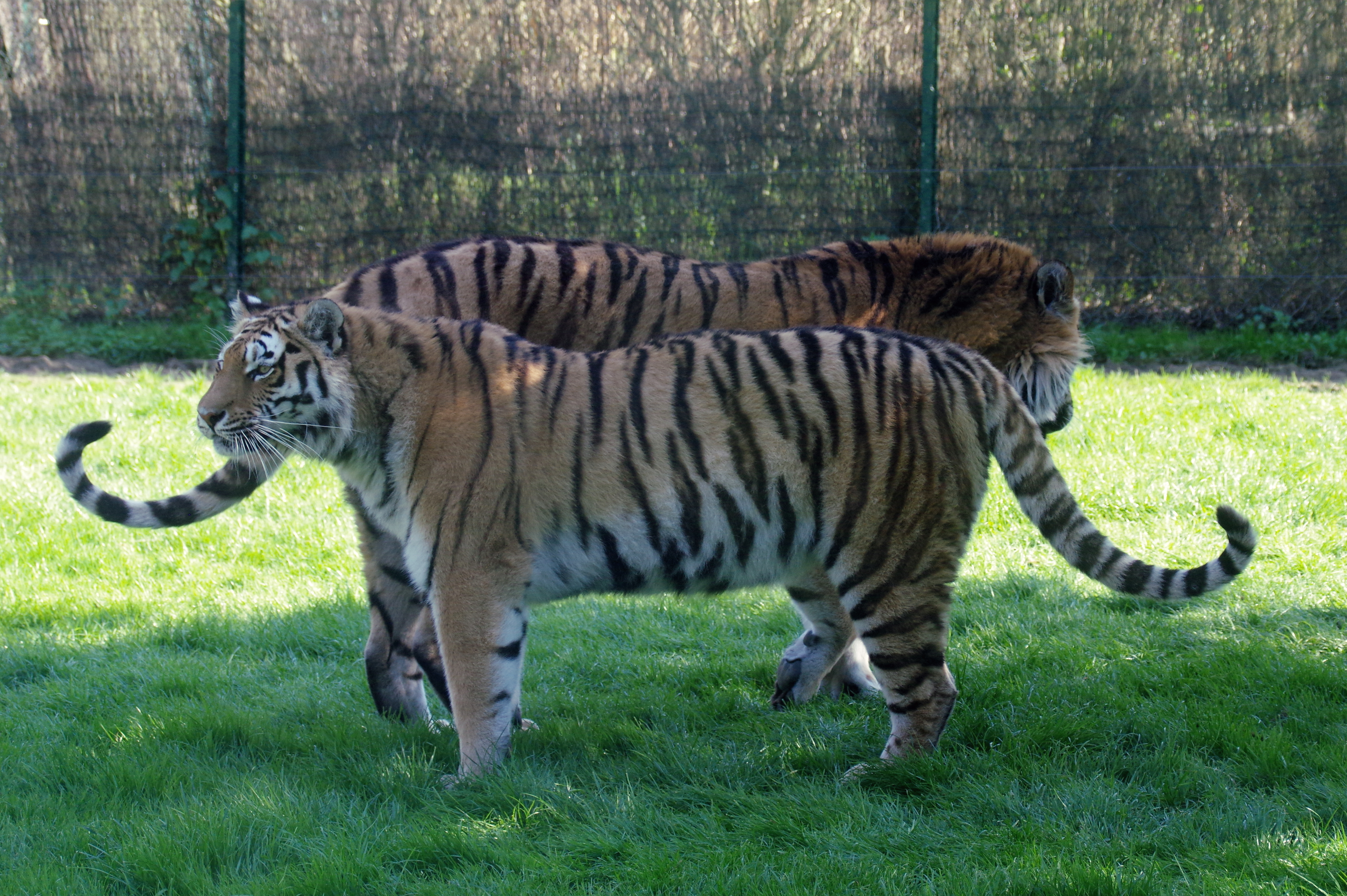
La tigresse (devant) est plus petite que le mâle (en arrière). Tigres de Sibérie au zoo de la Bourbansais.

Le tigre est le plus grand félin du monde. C'est également un des plus gros prédateurs sur la terre ferme, derrière l'ours kodiak et l'ours polaire. Son corps est plus long que celui du lion. Les mensurations du tigre varient fortement d'une sous-espèce à l'autre : un tigre de Sumatra mâle ne pèse pas plus de 140 kg pour 2,3 mètres de longueur totale, tandis qu'un tigre de Sibérie peut atteindre les 300 kg pour 3,3 mètres de long. La hauteur au garrot du tigre varie de 0,85 à un mètre ; sa longueur totale avec la queue, de 2 à 3,7 mètres, et sa masse, de 65 à 300 kg. Le record de masse est détenu par un tigre de Sibérie abattu en 1950, qui pesait 384 kg.
Ses oreilles sont arrondies ; leur face externe est noire avec une large tache blanche au milieu (cela permet aux petits de repérer et donc de suivre leur mère dans la jungle). Les pupilles sont rondes, l'iris est de couleur dorée à verte, bleue pour le tigre blanc (forme leucique). Le nez est rose, avec quelquefois des taches noires ; les vibrisses sont abondantes sur un museau court. Le front est bombé. Le cou est recouvert d'une fourrure beaucoup plus dense et épaisse formant une collerette, surtout chez le mâle. Les canines du tigre sont les plus longues de tous les félins actuels : elles peuvent atteindre jusqu’à neuf centimètres. Comme chez tous les membres du genre Panthera, l’os hyoïde est partiellement ossifié, ce qui lui permet de rugir, un rugissement qui porte jusqu'à 1 km. Ses griffes peuvent mesurer jusqu'à dix cm de long et sont rétractiles.

### Robes
Le tigre possède une fourrure de couleur jaune clair à orange foncé rayée de noir. Le pelage est blanc crème sur la face interne des membres, la poitrine, la gorge ainsi que sur les joues, la mâchoire inférieure et le dessus des yeux. Les rayures de couleur noire sont plus ou moins abondantes selon les sous-espèces, parfois doubles sur les flancs. Elles sont différentes d'un individu à l'autre et même d'un flanc à l'autre et forment une véritable « carte d'identité » ou « code-barres » pour le tigre. Les tigres vivant dans les forêts sont en général plus sombres et ont un nombre de rayures plus important. En hiver, le poil s'éclaircit et devient plus dense pour le Tigre de Sibérie et le Tigre de la Caspienne,. La queue est d'abord rayée puis devient annelée à son extrémité.
Le tigre blanc, parfois présenté dans les zoos voire les cirques, n'est pas une sous-espèce ni une race géographique du tigre. Quelques spécimens sauvages furent observés en Inde, mais c'est un individu capturé en 1951, Mohan, qui est devenu l'ancêtre de la plupart des tigres blancs captifs. La plupart des tigres blancs ont des rayures noires à brun clair sur un pelage blanc cassé ; les yeux sont bleus. On considère qu'il s'agit d'une mutation autosomale récessive nommée chinchilla, rencontrée chez d'autres mammifères, notamment le chat domestique et le lapin. Il n'existe pas de cas d'albinisme reconnus. De nombreux cas de tigres entièrement blancs, sans aucune rayure, ont été rapportés, mais il s'agissait de tigres dont la coloration était très pâle, et non pas inexistante.

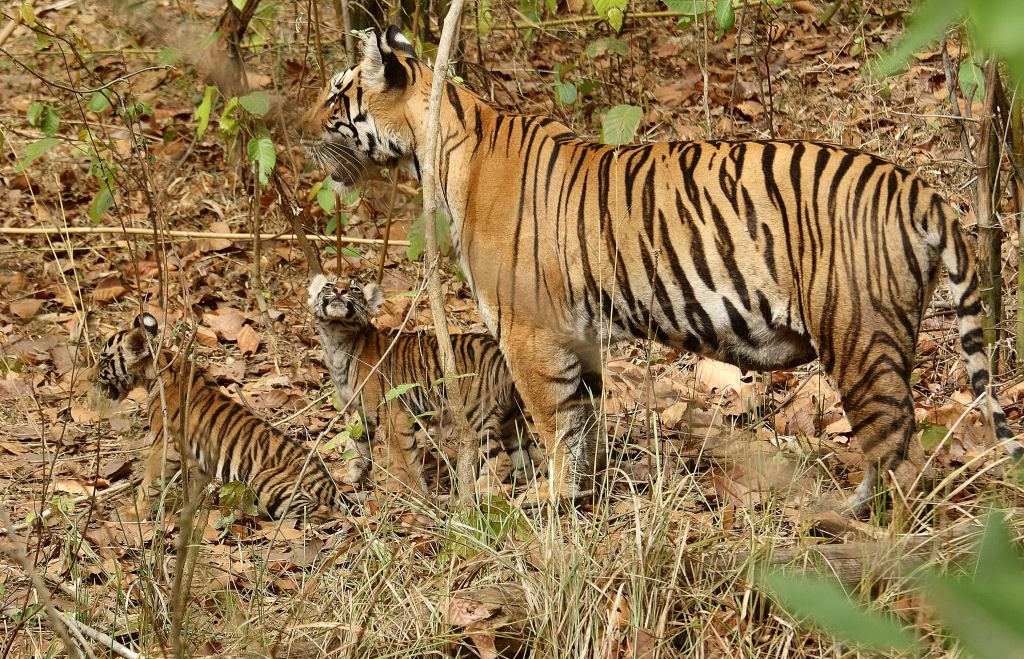
La robe du tigre est un camouflage efficace.

L'effet de camouflage de la robe du tigre est dû à ce que la plupart des mammifères ont une vision des couleurs dichromatique, avec deux types de cônes rétiniens : ils voient les verts et bleus mais pas les rouges. Le tigre apparait donc vert aux yeux de ses proies principales (gazelles, zèbres, etc),,.
Le tigre doré, ou golden tiger, a un pelage blanc avec des traces rousses formant des sortes de rayures.
Des tigres noirs ont été signalés de temps en temps, mais la seule preuve de leur existence est une peau confisquée par la police en octobre 1992. La robe présente un élargissement anormal des rayures qui se rejoignent totalement sur le dos et la tête, provoquant l'illusion d'un tigre noir. Cette robe particulière pourrait être due à l'expression d'un gène Agouti et ne constitue pas un cas de mélanisme.

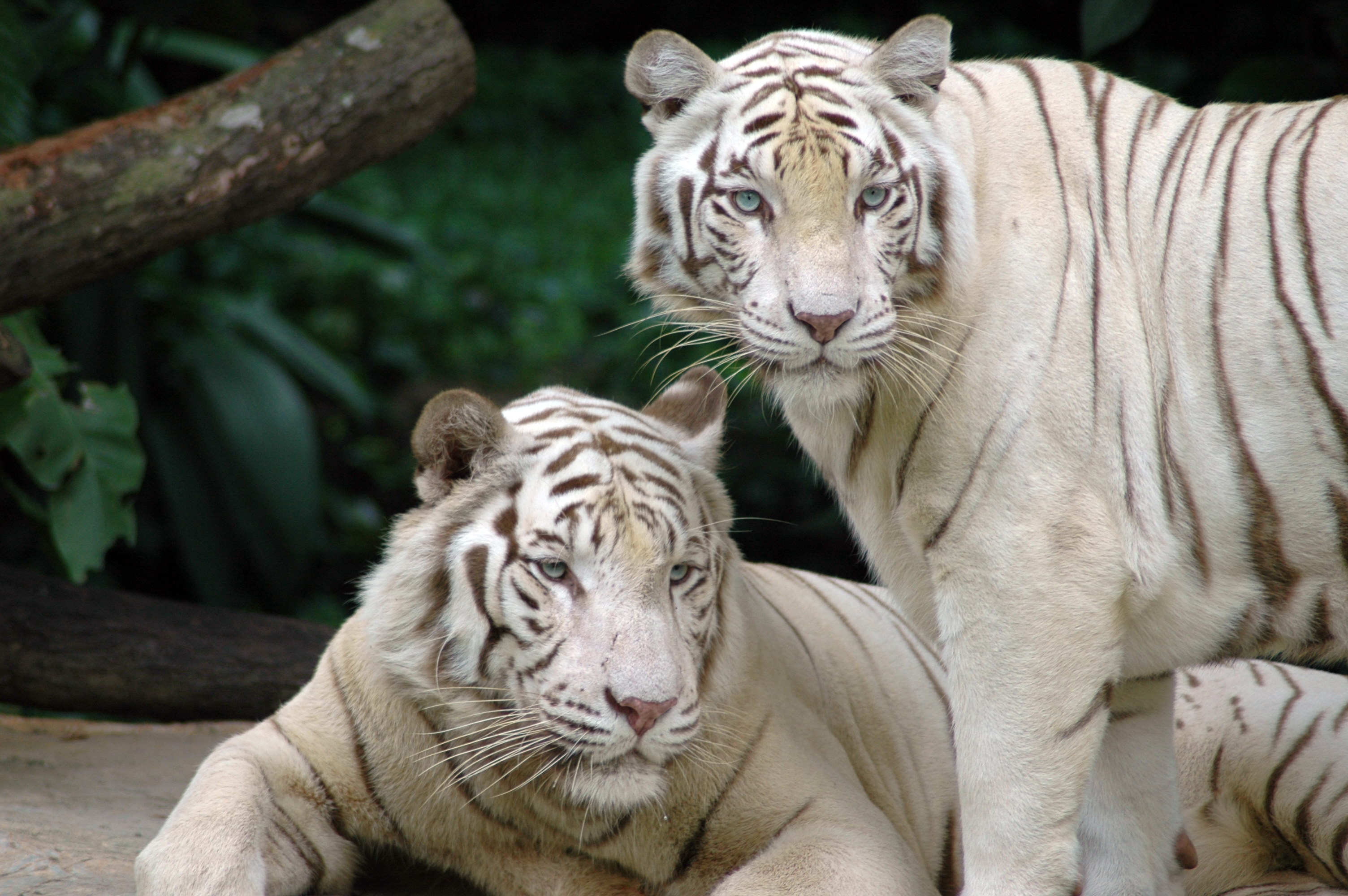
Deux tigres blancs.
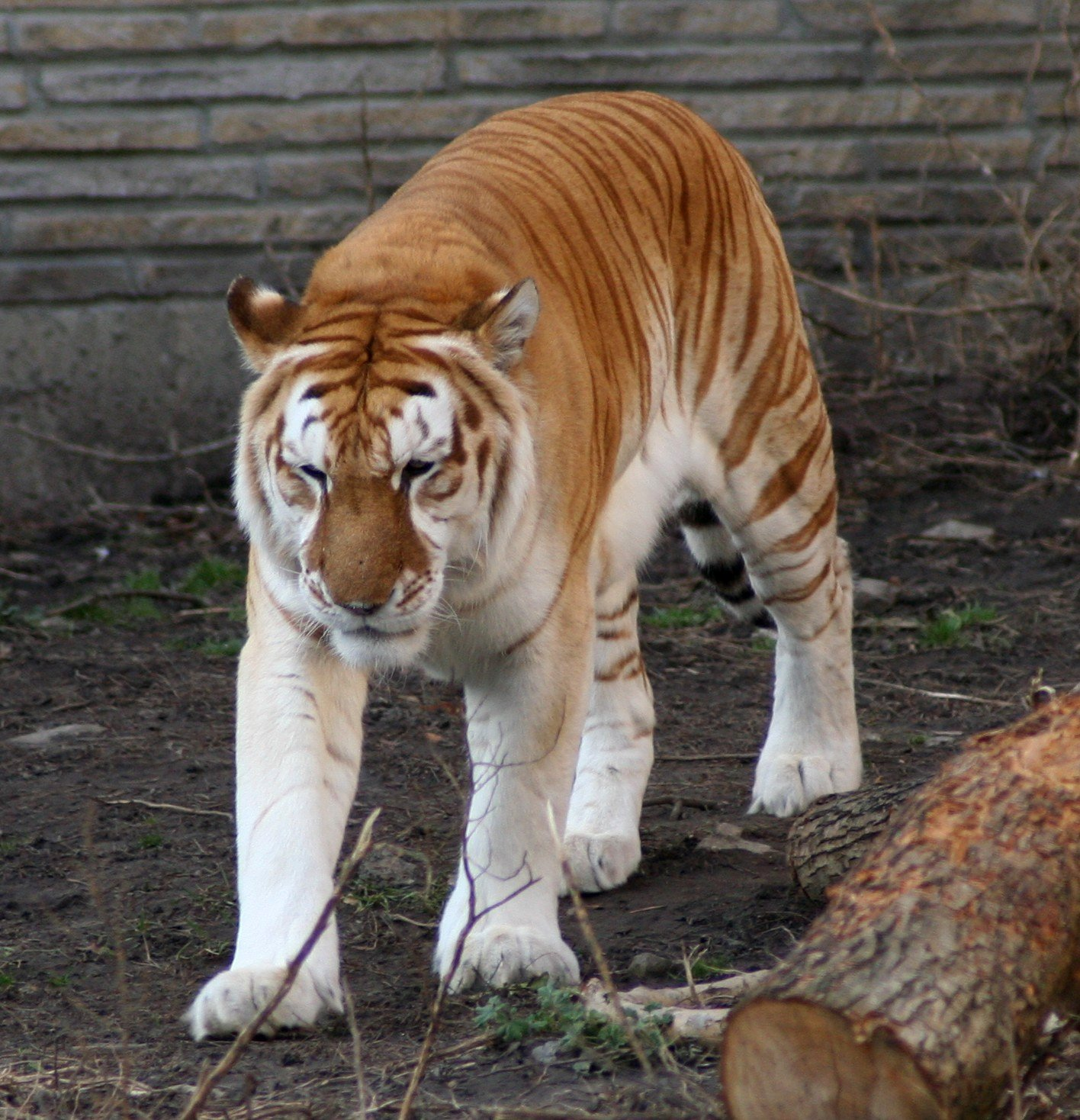
Tigre doré.

### Performances physiques
Un tigre marchant au pas fait des foulées de 55 à 80 cm de long. La trace de patte mesure 10 à 14 cm de large et 16 cm de long. C'est un excellent nageur. Il traverse facilement les cours d'eau larges de 6 à 8 km, le record étant détenu par un tigre de Sumatra ayant traversé un bras de mer de 29 km de large. Le tigre peut courir à la vitesse maximale de 50 km/h, mais sur de très courtes distances, de l'ordre de vingt mètres.

## Évolution de l'espèce et sous-espèces

### Évolution de l'espèce

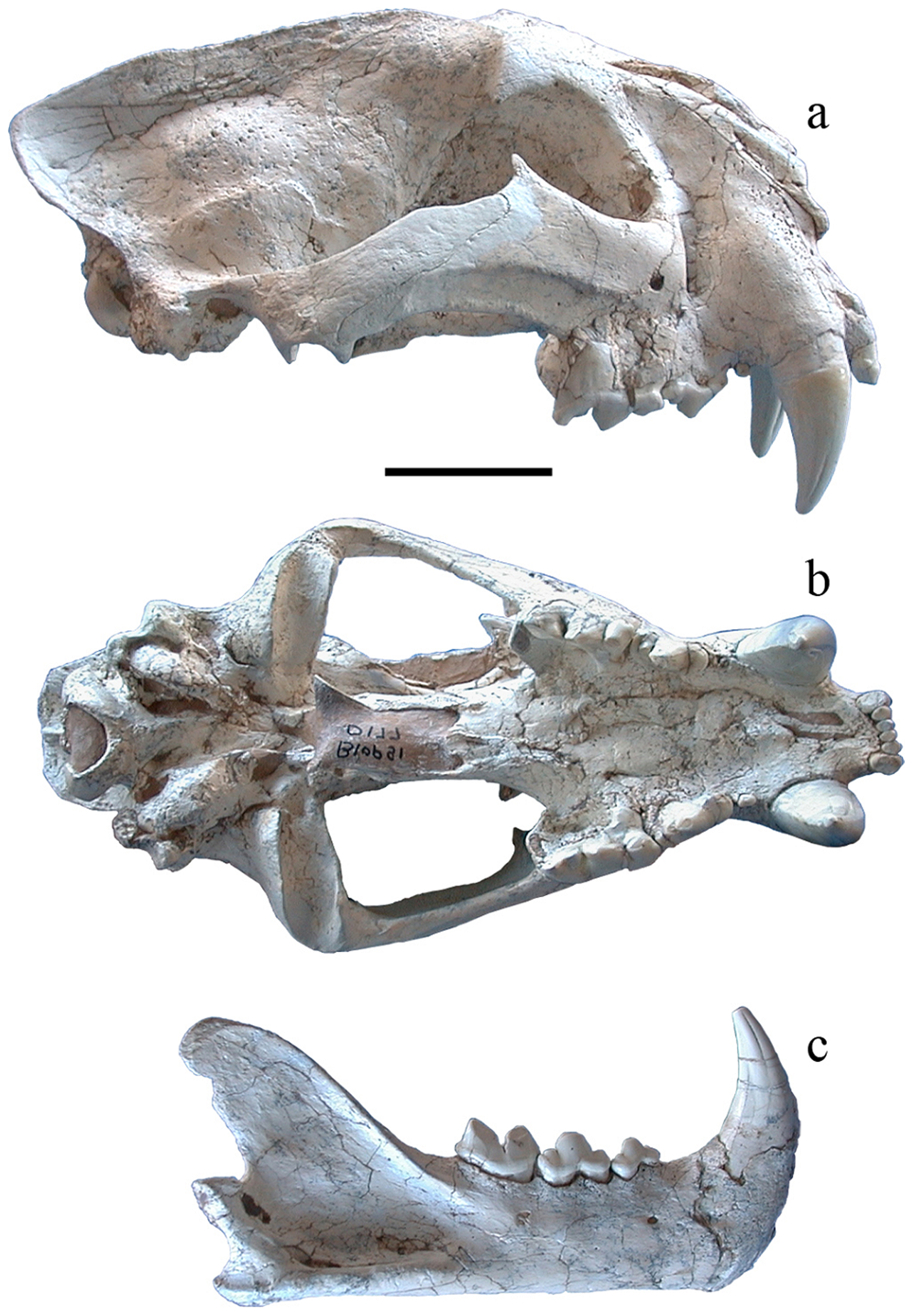
Fossile de Panthera zdanskyi.

La lignée des panthères, les Pantherinae, a divergé il y a 10,8 millions d'années de l'ancêtre commun des Felidae, puis il y a 6,4 millions d'années, la lignée des panthères nébuleuses Neofelis et celle des Panthera. Le plus vieil ancêtre commun aux Panthera dont on possède des fossiles est Panthera palaeosinensis, qui vivait au début du Pliocène et qui forme la base du clade des Panthera.
Le tigre est apparu bien avant le jaguar et le léopard, et est étroitement apparenté à la panthère des neiges : tigre et panthère des neiges auraient divergé il y a deux millions d'années,. Panthera zdanskyi est découvert en 2004 dans le gisement fossile de Longdan dans la province de Gansu en Chine. Ce fossile est daté d'il y a 2,55 à 2,16 millions d'années (début du Pléistocène). L'analyse cladistique montre que P. zdanskyi est le taxon frère du tigre et conduit à penser que le berceau du tigre moderne se situe au début du Pléistocène dans le nord-ouest de la Chine. Les plus vieux fossiles de tigre sont des fragments de maxillaires et de mandibules datés du Calabrien (milieu du Pléistocène) et découverts en Chine.
Depuis la Chine, le territoire du tigre se serait ensuite étendu sur les îles de la Sonde puis vers l'Inde. Des preuves fossiles de sa présence au Japon et sur Bornéo ont également été retrouvées. Il y a 73 000 ans, le tigre frôla l'extinction en raison des éruptions du volcan Toba à Sumatra, ce qui peut expliquer la faible diversité génétique de l’espèce actuelle.
|  | \| \| Panthera leo - Lion \| \| \| \| \| \| Panthera pardus - Léopard \| \| \| \| |
|  |                                                                                   |
|  | Panthera onca - Jaguar                                                            |
|  |                                                                                   |
|  | Panthera leo - Lion                                                               |
|  |                                                                                   |
|  | Panthera pardus - Léopard                                                         |
|  |                                                                                   |

|  | Panthera leo - Lion       |
|  |                           |
|  | Panthera pardus - Léopard |
|  |                           |

|  | Panthera tigris - Tigre                      |
|  |                                              |
|  | Panthera uncia - Panthère des neiges ou once |
|  |                                              |

|  | \| \| Panthera leo - Lion \| \| \| \| \| \| Panthera pardus - Léopard \| \| \| \| |
|  |                                                                                   |
|  | Panthera onca - Jaguar                                                            |
|  |                                                                                   |
|  | Panthera leo - Lion                                                               |
|  |                                                                                   |
|  | Panthera pardus - Léopard                                                         |
|  |                                                                                   |

|  | Panthera leo - Lion       |
|  |                           |
|  | Panthera pardus - Léopard |
|  |                           |

|  | Panthera tigris - Tigre                      |
|  |                                              |
|  | Panthera uncia - Panthère des neiges ou once |
|  |                                              |

|  | \| \| Panthera leo - Lion \| \| \| \| \| \| Panthera pardus - Léopard \| \| \| \| |
|  |                                                                                   |
|  | Panthera onca - Jaguar                                                            |
|  |                                                                                   |
|  | Panthera leo - Lion                                                               |
|  |                                                                                   |
|  | Panthera pardus - Léopard                                                         |
|  |                                                                                   |

|  | Panthera leo - Lion       |
|  |                           |
|  | Panthera pardus - Léopard |
|  |                           |

|  | Panthera tigris - Tigre                      |
|  |                                              |
|  | Panthera uncia - Panthère des neiges ou once |
|  |                                              |

|  | \| \| Panthera leo - Lion \| \| \| \| \| \| Panthera pardus - Léopard \| \| \| \| |
|  |                                                                                   |
|  | Panthera onca - Jaguar                                                            |
|  |                                                                                   |
|  | Panthera leo - Lion                                                               |
|  |                                                                                   |
|  | Panthera pardus - Léopard                                                         |
|  |                                                                                   |

|  | Panthera leo - Lion       |
|  |                           |
|  | Panthera pardus - Léopard |
|  |                           |

|  | Panthera tigris - Tigre                      |
|  |                                              |
|  | Panthera uncia - Panthère des neiges ou once |
|  |                                              |

### Sous-espèces
La première description du tigre a été effectuée par Linné en 1758 dans son livre Systema Naturae. L'espèce Panthera tigris comprenait traditionnellement huit sous-espèces différentes ; toutefois, en 2004, une étude menée sur trois marqueurs génétiques différents de 130 tigres a révélé une nouvelle sous-espèce, le tigre de Malaisie (Panthera tigris jacksoni). La classification à neuf sous-espèces a été adoptée par l'UICN en 2008 puis par des fondations de protection du tigre comme Save the tiger fund ou 21st Century Tiger. La base de données National Center for Biotechnology Information ne reconnaît quant à elle que les six sous-espèces encore vivantes et celle du SITI est restée au modèle à huit sous-espèces. Les recherches sur les sous-espèces de tigres se poursuivent afin d'établir des plans de sauvegarde les plus adaptés possible,.
Les neuf sous-espèces présentées ici sont celles reconnues par l'Union internationale pour la conservation de la nature, parmi elles on compte trois sous-espèces éteintes :
- le Tigre de Sibérie (Panthera tigris altaica) est le plus grand des tigres. Sa robe est pâle avec des rayures plus brunes que noires. Les mâles ont souvent un épais collier de poils blancs autour du cou. Ses populations s'étendent sur la Mandchourie, le Nord-Est de la Chine, la Russie et peut-être la Corée du Nord ;
- le Tigre de Chine méridionale (Panthera tigris amoyensis) est de taille assez compacte, ses rayures sont très espacées, courtes et larges. Sous-espèce en danger critique d'extinction, on trouve les derniers tigres chinois dans une réserve du sud de la Chine. Il fut déclaré « nuisible » par Mao Zedong ce qui précipita son déclin. Le gouvernement chinois tente maintenant de sauver les derniers spécimens ;
- le Tigre de Bali (Panthera tigris balica), ressemblant au tigre de Sumatra, était très méconnu au moment de sa disparition, au début des années 1930. On ne le trouvait que sur l'île de Bali ;
- le Tigre d'Indochine (Panthera tigris corbetti) est assez petit, sa robe est de couleur foncée, avec des rayures plus fines et plus nombreuses que le tigre du Bengale. Les marques blanches sont plus prononcées. Son aire de répartition couvre la Thaïlande [27] mais aussi le sud de la Chine, le Cambodge, la Birmanie, le Laos, le Viêt Nam ;
- le Tigre de Malaisie (Panthera tigris jacksoni) est une sous-espèce décrite en 2004, elle ressemble au tigre d'Indochine et vit en Malaisie ;
- le Tigre de Java (Panthera tigris sondaica) est une sous-espèce éteinte ; le dernier tigre de Java a été aperçu en 1972 et il a probablement disparu dans les années 1980, à la suite de la destruction de son habitat liée à l'exploitation intensive du bois de teck[28]. Il ressemblait au tigre de Sumatra et ne se rencontrait que sur l'île de Java ;
- le Tigre de Sumatra (Panthera tigris sumatrae) est la plus petite sous-espèce de tigres encore vivante[1]. La robe est très foncée, le blanc de l'abdomen est moins étendu, et les rayures sont doubles, fines et très serrées. Les mâles ont la particularité de posséder un col de fourrure épaisse autour du cou. Il n'est présent que sur l'île de Sumatra ;
- le Tigre du Bengale (Panthera tigris tigris) a des rayures assez espacées sur fond brun orangé. On le trouve principalement en Inde, mais aussi au Bangladesh, au Bhoutan, au Népal, à l'Ouest de la Birmanie et dans le Sud de la Chine. C'est la sous-espèce la plus répandue ;
- le Tigre de la Caspienne (Panthera tigris virgata) est une sous-espèce éteinte dans les années 1970. Ce tigre était d'assez grande taille, avec un ventre blanc et sa tête possédait une longue collerette. Les territoires des tigres de la Caspienne s'étendaient sur l'Afghanistan, l'Iran, la Turquie, la Mongolie, et le centre de la Russie.

En 1999, des chercheurs ont remis en question la validité de plusieurs sous-espèces de tigres décrites aux XIXe et XXe siècles, soulignant que les critères morphologiques utilisés là l’époque n’étaient plus valable du fait de la grande variation qui existe au sein d'une même population, supposant que l’ensemble de la population d’Asie continentale à une seule sous-espèce. Une étude de 2015 intégrant des données morphologiques, écologiques et génétiques ont confirmé cette hypothèse par l'existence de deux groupes évolutifs distincts : les tigres continentaux et ceux des îles de la Sonde. Il est donc proposé de ne reconnaître que deux sous-espèces valides : Panthera tigris tigris, pour les populations d’Asie continentale (Bengale, Malaisie, Indochine, Chine méridionale, Sibérie, Caspienne), et P. t. sondaica, pour les tigres de Java, Bali et Sumatra.

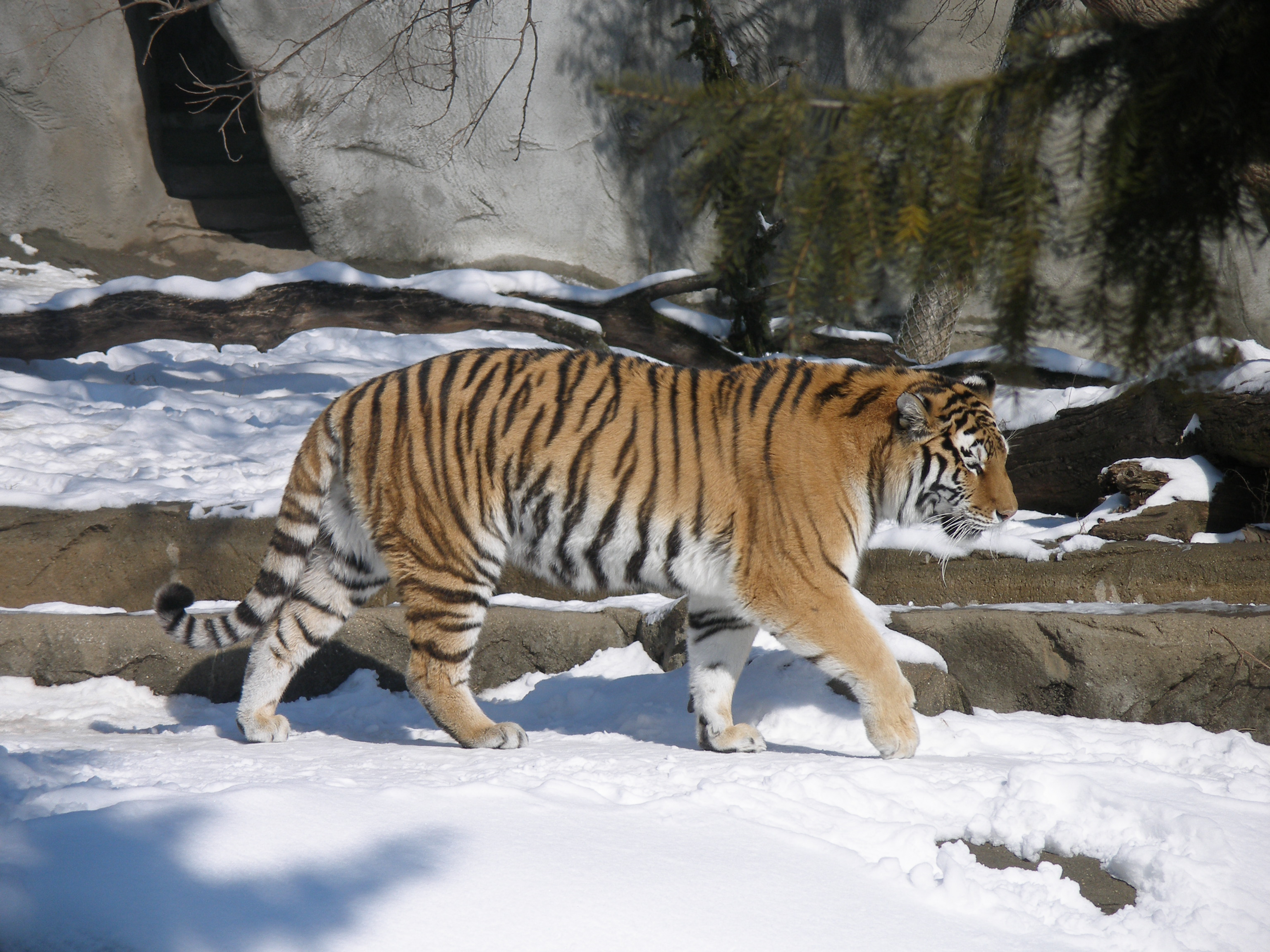
Tigre de Sibérie.
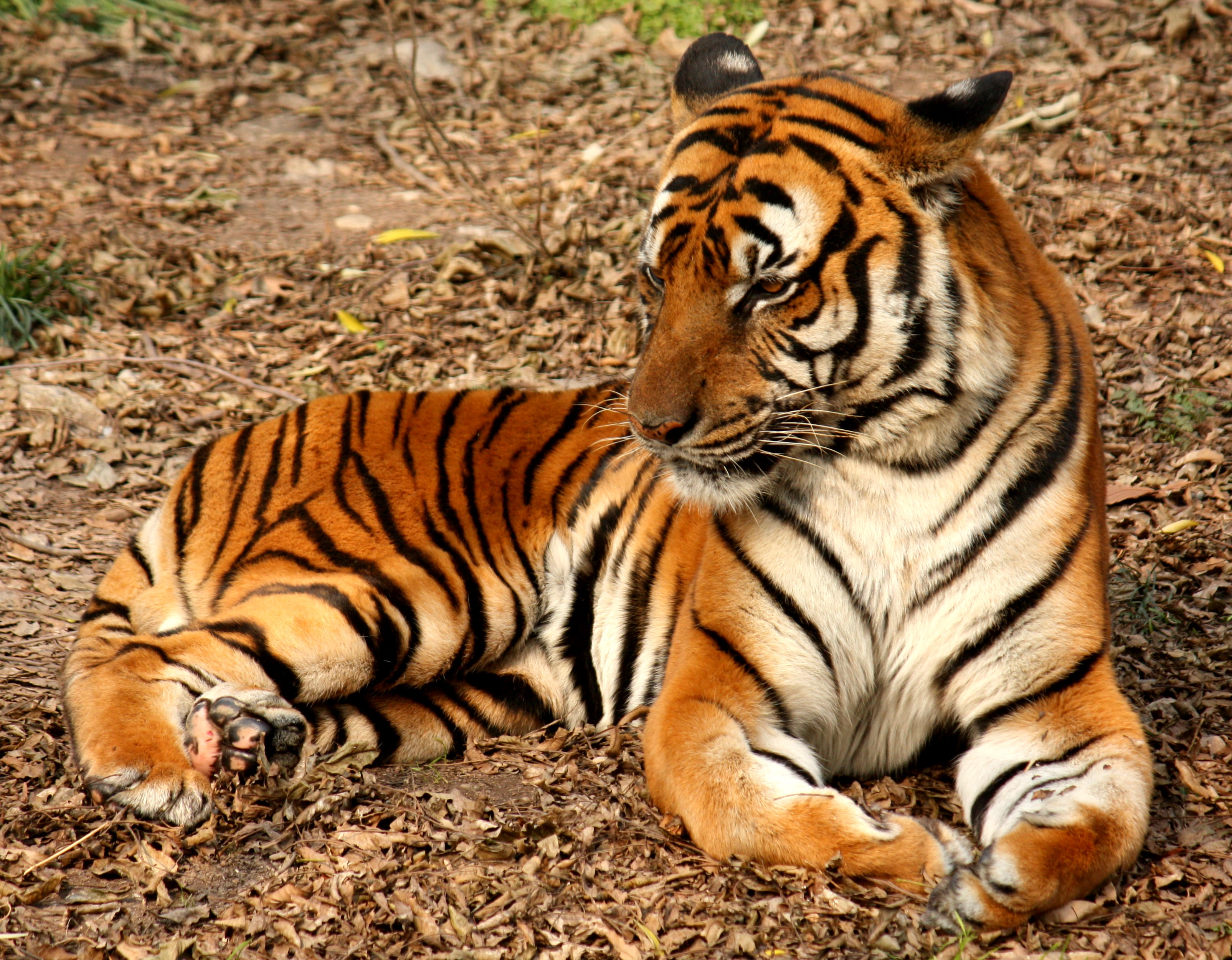
Tigre de Chine méridionale.
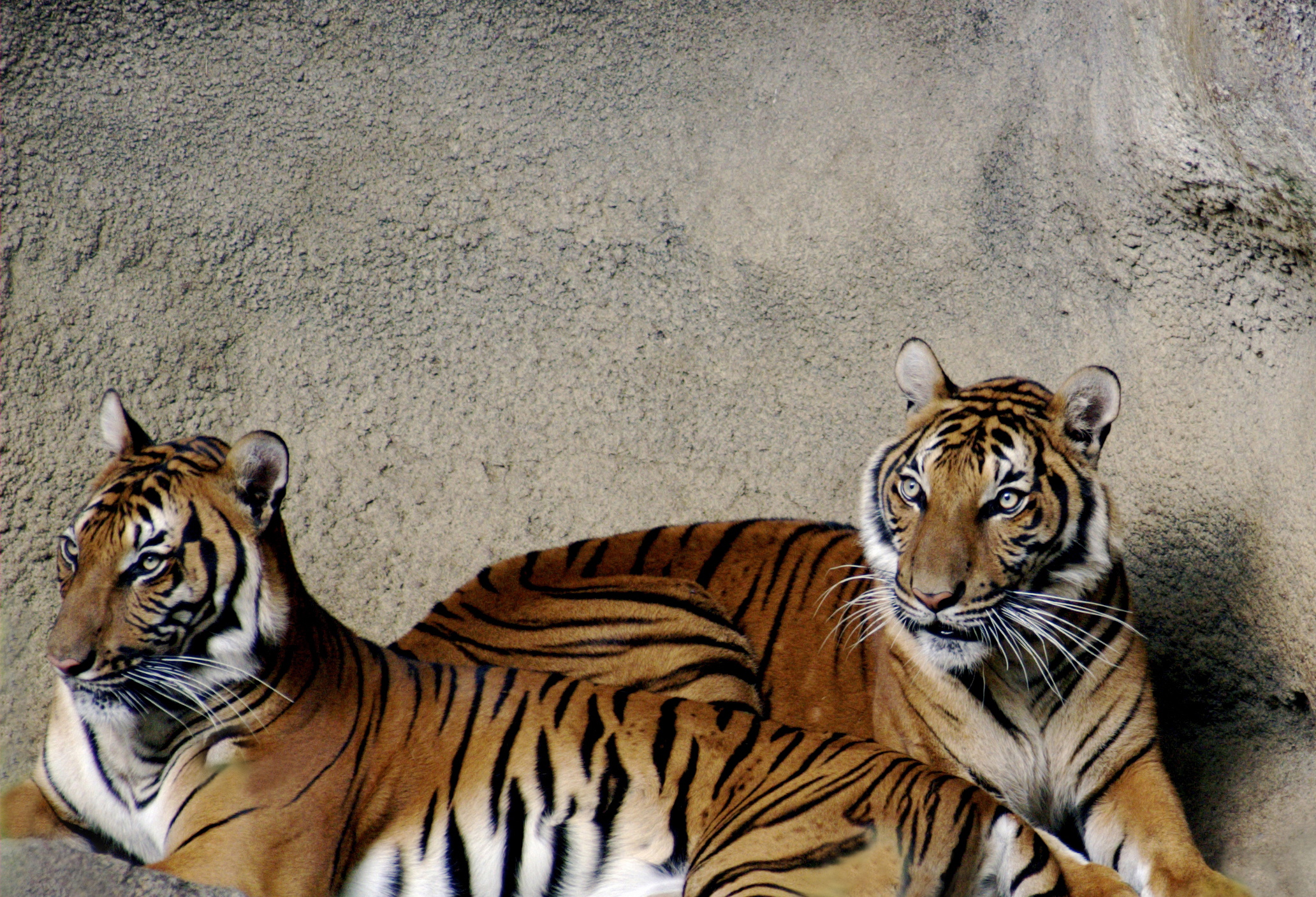
Tigres d'Indochine.
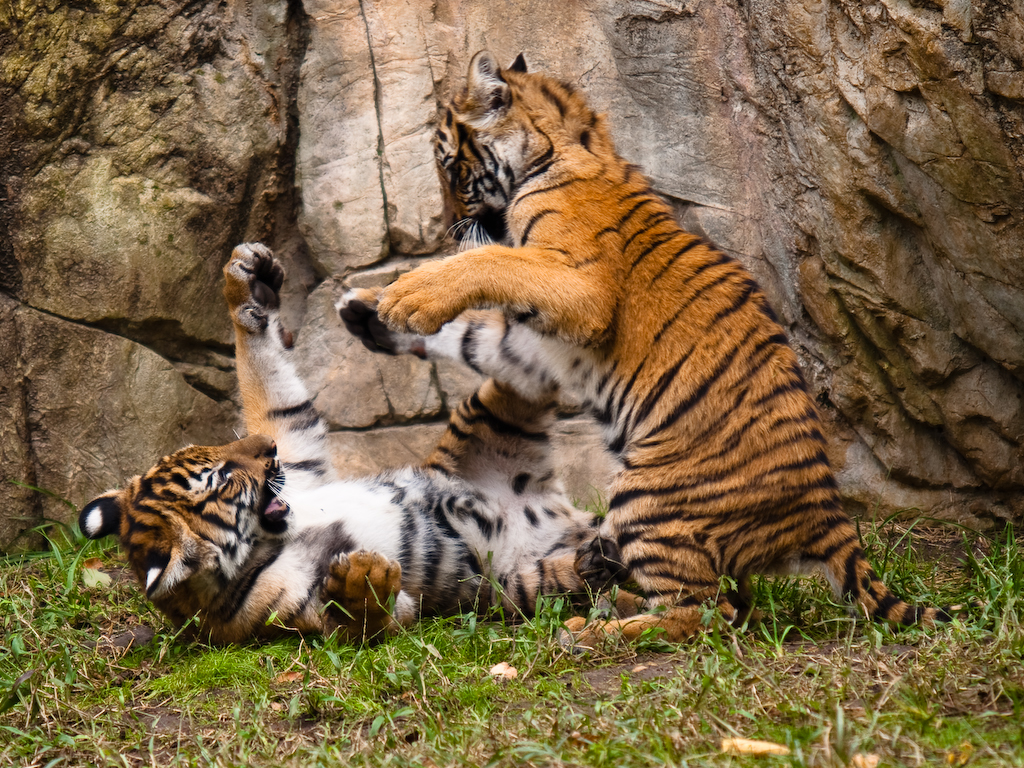
Tigres de Malaisie.
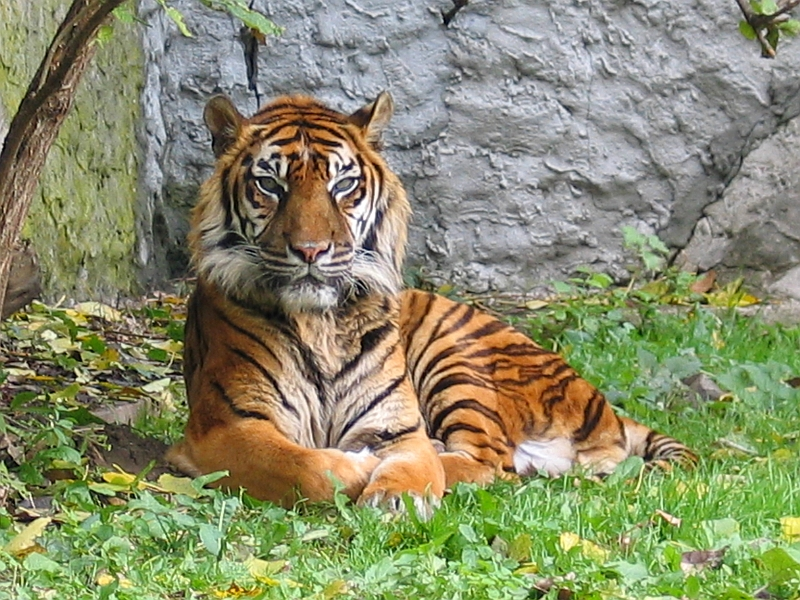
Tigre de Sumatra.
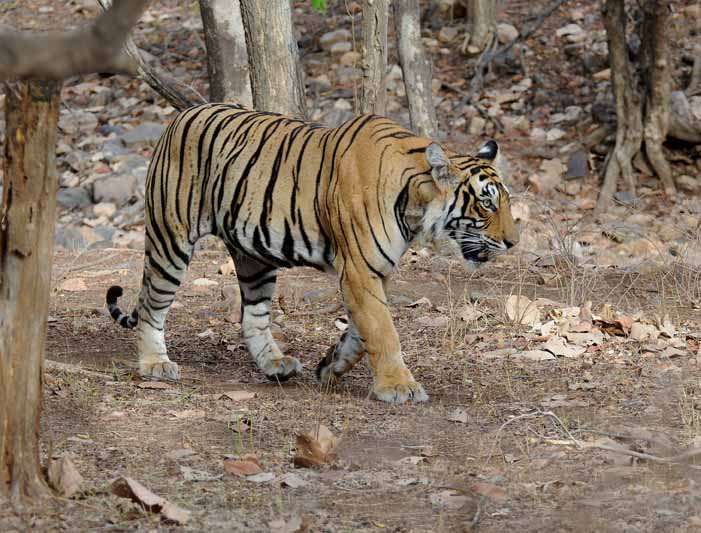
Tigre du Bengale.
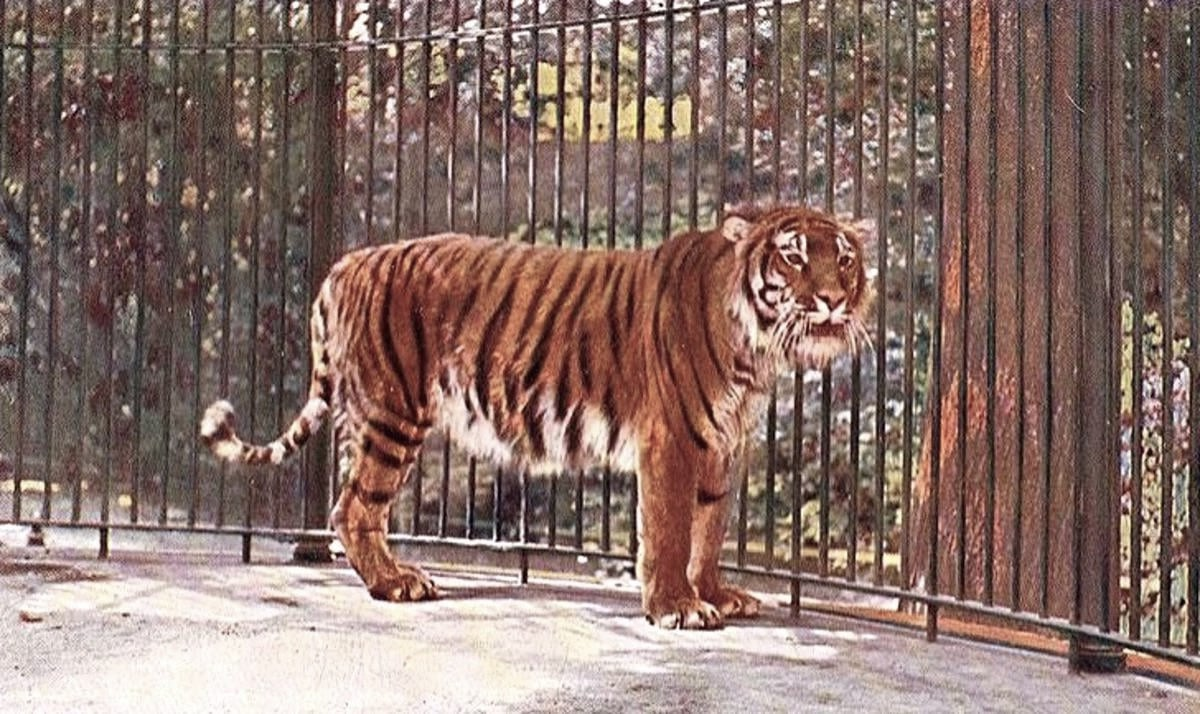
† Tigre de la Caspienne.
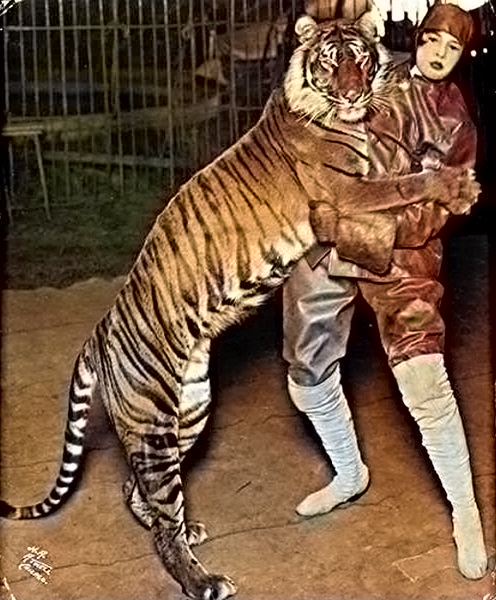
† Tigre de Bali.
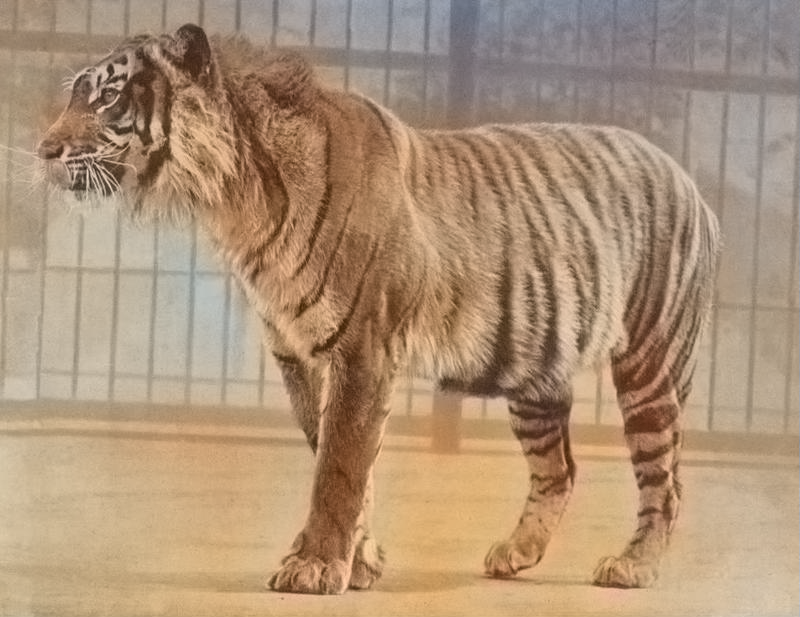
† Tigre de Java.

### Hybrides

Un couple de ligres (Everland Resort, Corée du Sud).

Des croisements en captivité ont eu lieu entre tigre et lion. Le ligre est le fruit du croisement entre un lion et une tigresse, le tigron celui d'un tigre et d'une lionne.
Le ligre est en général plus grand que ses deux parents tandis que le tigron est plus petit. Ils possèdent des caractères physiques à mi-chemin entre ceux de leur père et ceux de leur mère. Selon le site Messybeast, la différence de taille entre le ligre et le tigron est due à un gène soumis à empreinte, c'est-à-dire un gène qui s'exprime différemment selon le sexe,. Les ligres et tigrons femelles sont parfois fertiles avec l’une des espèces dont ils sont issus. Ces croisements ne peuvent se produire qu’en captivité car tigres et lions ne se rencontrent que très peu dans la nature. Souvent issus de croisements forcés pour obtenir un félin « hors norme », ces hybrides, sans utilité pour la conservation des espèces, souffrent souvent de problèmes de santé physique et mentale.
Le dogla serait le croisement entre un léopard mâle et une tigresse et le tigard le croisement entre un tigre et un léopard femelle.

## Comportement

### Territorialité

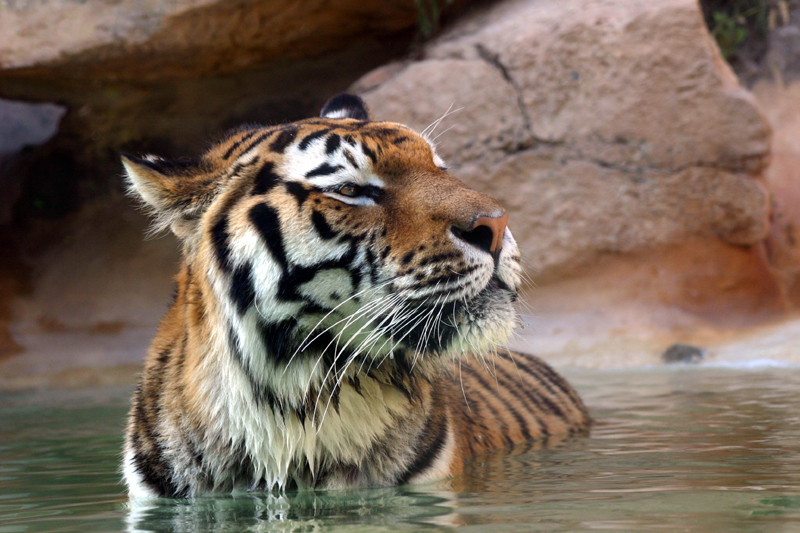
Les tigres aiment l'eau et se reposent souvent dans une mare ou un étang aux périodes chaudes de la journée.

Solitaire, le tigre n'aime pas partager son territoire, surtout entre mâles. Le tigre mâle possède un territoire qui englobe deux à trois domaines réservés aux femelles, le record étant de sept femelles sur le territoire d'un mâle. Les mâles parcourent leur territoire régulièrement et le parcours complet peut prendre plusieurs semaines.
Tous les tigres, mâles ou femelles, marquent leur territoire avec leur urine ou leurs excréments. Afin d'éviter les intrus, ils peuvent également signaler leur présence en griffant l'écorce des arbres. En dehors des périodes de reproduction, ou lorsque la femelle élève sa progéniture, les rencontres sont évitées : Kailash Sankhala a observé qu'un couple de tigres dans un même enclos du zoo de Delhi n'empruntaient jamais les mêmes chemins et avaient des zones séparées dans leur espace pourtant réduit en dehors du cycle œstral de la femelle.
On rapporte quelques exceptions à la solitude des tigres : ce sont souvent des mâles qui restent près des femelles, et qui parfois acceptent de partager une proie. De jeunes tigres issus d'une même fratrie s'allient parfois pour capturer de plus grosses proies. Toutefois, ces comportements ne sont pas fréquents, et les rencontres entre tigres se réduisent souvent à la période de reproduction.
Le tigre possède souvent plusieurs tanières sur son territoire, et il utilise la mieux adaptée à ses besoins du moment. Le territoire d'un tigre varie énormément selon la disponibilité des proies. Par exemple, dans certaines régions d'Inde ou du Népal, où les proies sont abondantes, le territoire des mâles couvre entre 30 et 72 km2 et celui des femelles peut être inférieur à 20 km2. Mais en Sibérie, où les proies sont rares, il faut 800 à 1 000 km2 de territoire pour un mâle et jusqu'à 400 km2 pour une femelle.

### Vocalisations
Le tigre a un grand répertoire de vocalisations, différentes selon leur utilisation : indication de présence, appel d'une femelle, cri d'attaque… Les feulements peuvent s'entendre à trois kilomètres de distance, ils sont généralement utilisés pour signaler leur présence aux femelles et aux tigres de passage, mais peuvent parfois indiquer que la chasse a été couronnée de succès.
Une des vocalisations du tigre reste encore « inexplicable » : il s'agit d'une sorte de « pook », qui ressemble au cri du sambar. Sa fonction est encore inconnue.
Le tigre pousse aussi un « ouff » nasal, une sorte de renâclement : ce cri amical porte le nom allemand de prusten. Dans la nature, il est émis lorsque deux tigres se rencontrent sur un territoire neutre. Ce son n'est émis que par quatre autres félins : la Panthère des neiges, le jaguar, la Panthère nébuleuse continentale et la Panthère nébuleuse de la Sonde.
Les tigres ne ronronnent que lors de l'expiration, alors que les félinés ronronnent également à l'inspiration.

### Chasse et alimentation

#### Méthode de chasse
Le tigre est un prédateur crépusculaire : il chasse de préférence au lever et au tomber du jour, mais peut aussi chasser durant la journée. Il repère ses proies à vue et à l'oreille, et n'utilise qu'assez rarement son odorat pour cette activité. Le tigre préfère attaquer des individus jeunes ou âgés, moins résistants que ceux en pleine force de l'âge.
Le tigre approche de sa proie à l'affût et l'attaque par le côté ou par l'arrière. Si sa proie est petite, le tigre la tue en lui brisant les vertèbres cervicales, si elle est grosse, il préfère la mordre à la gorge et ainsi l'étouffer. La morsure à la gorge permet d'éviter les cornes et les sabots de ses proies et les empêche de se relever. Le tigre est habitué à tirer la carcasse dans les fourrés pour la dévorer au calme ; il peut aussi la recouvrir de feuilles mortes ou de terre pour la cacher. Il arrive que plusieurs tigres chassent ensemble : dans le parc national de Ranthambore en Inde, on a observé deux mâles et trois femelles rabattre la proie vers un des membres du groupe. Ce genre de comportement est cependant assez rare.
Le pourcentage de réussite d'une chasse varie selon les individus et l'habitat : par exemple, dans le parc national de Ranthambore, seules 10 % des chasses sont couronnées de succès, tandis que dans les forêts denses du parc national de Kanha, la moyenne est à 5 % de réussite.

#### Alimentation
Une tigresse du Bengale seule consomme six kilogrammes de viande par jour, ce qui, selon la taille des proies, représente 40 à 70 prises par an. Un tigre a en moyenne besoin de chasser une grosse proie tous les sept à dix jours. Un tigre peut ingurgiter de 14 à 40 kg de viande en une seule fois. Il commence en général par dévorer l'arrière-train de sa victime. Il est assez fort pour traîner des proies qui pèsent cinq fois son poids.
Animal carnivore, le tigre se nourrit uniquement de viande. Les principales proies du tigre sont de poids moyen (de cinquante à deux cents kilogrammes), il s'attaque principalement aux sangliers et aux cerfs. Le régime alimentaire du tigre varie selon les sous-espèces et selon son habitat ; il inclut le gaur, le sambar, le buffle, cerf axis, le singe, etc. Il s'attaque parfois aux animaux épineux (porcs-épics), mais aussi à des proies plus grosses comme des ours, des léopards, de petits rhinocéros et des éléphants ou des crocodiles.
Le tigre s'en prend parfois aux ours, surtout les ours bruns d'Oussouri et les ours lippu, plus rarement aux ours noirs. Les deux forces de la nature sont très similaires au niveau de la taille et du poids, ce qui rend la tâche difficile pour tuer l'autre.
Les seuls animaux capables de tuer un tigre mâle adulte sont le crocodile de mer, le python réticulé, l'ours et une meute de loups ou de dholes. Mais généralement, le tigre n'a pas de prédateurs à l'âge adulte.
Grâce à ses pattes postérieures plus longues que les antérieures, le tigre possède un don pour le saut. De plus, il dispose de puissantes épaules musclées. Ce prédateur possède un physique adapté pour de grosses proies, tout comme d’autres félins de grande taille.
Prédateur opportuniste, le tigre ne refusera pas de s'attaquer au bétail, ni à une charogne. Si nécessaire, il peut aussi se montrer cannibale.

#### Anthropophagie
Le tigre est le félin ayant la plus forte réputation de mangeur d'hommes, notamment en Inde. Cela ne signifie pas que l'être humain fait partie intégrante de son régime alimentaire, mais il arrive que certains individus s'attaquent à l'homme, surtout en Inde.
Les cas célèbres de tigres mangeurs d'homme ne manquent pas. La tigresse surnommée « la mangeuse d'homme de Champawat » qui fut abattue par le chasseur Jim Corbett en 1907 avait tué pas moins de 438 personnes en huit ans. Depuis le début du XXe siècle, les victimes sont beaucoup moins nombreuses, mais dans les années 1950, on compte près de 5 000 morts par an.
Les principaux accidents mortels se produisent lors d'une mise en contact fortuite entre l'homme et l'animal, ce qui a poussé le tigre surpris à attaquer. Néanmoins, la perte des canines, essentielles lors de la mise à mort, est un facteur déterminant : le tigre, incapable de se nourrir de grosses proies, se rabat sur des proies plus faibles, et notamment l'homme. Ce fait, noté par Jim Corbett, est corroboré par un témoignage de Pierre Pfeffer : un tigre blessé à la mâchoire par un coup de crosse revint par la suite se nourrir de chair humaine. Les tigresses peuvent transmettre le goût de la chair humaine à leurs petits et perpétuer ainsi une lignée de mangeurs d'homme.
Les Sundarbans, essentiellement composées de forêts de mangroves situées à l'embouchure du Brahmapoutre, abritent les derniers tigres mangeurs d'homme : de 1948 à 1986, plus de 800 personnes ont été tuées, et on compte chaque année une cinquantaine de victimes. Entre 2014 et 2019, le gouvernement indien estime que quelque 225 personnes ont été tuées dans des attaques de tigres. Le comportement de ces tigres reste inexpliqué. Plusieurs méthodes dissuasives ont été testées afin de préserver les habitants de la région. Le port d'un masque à l'arrière du crâne semble être efficace car les tigres ont l'habitude d'attaquer dans le dos.

### Cycle de vie

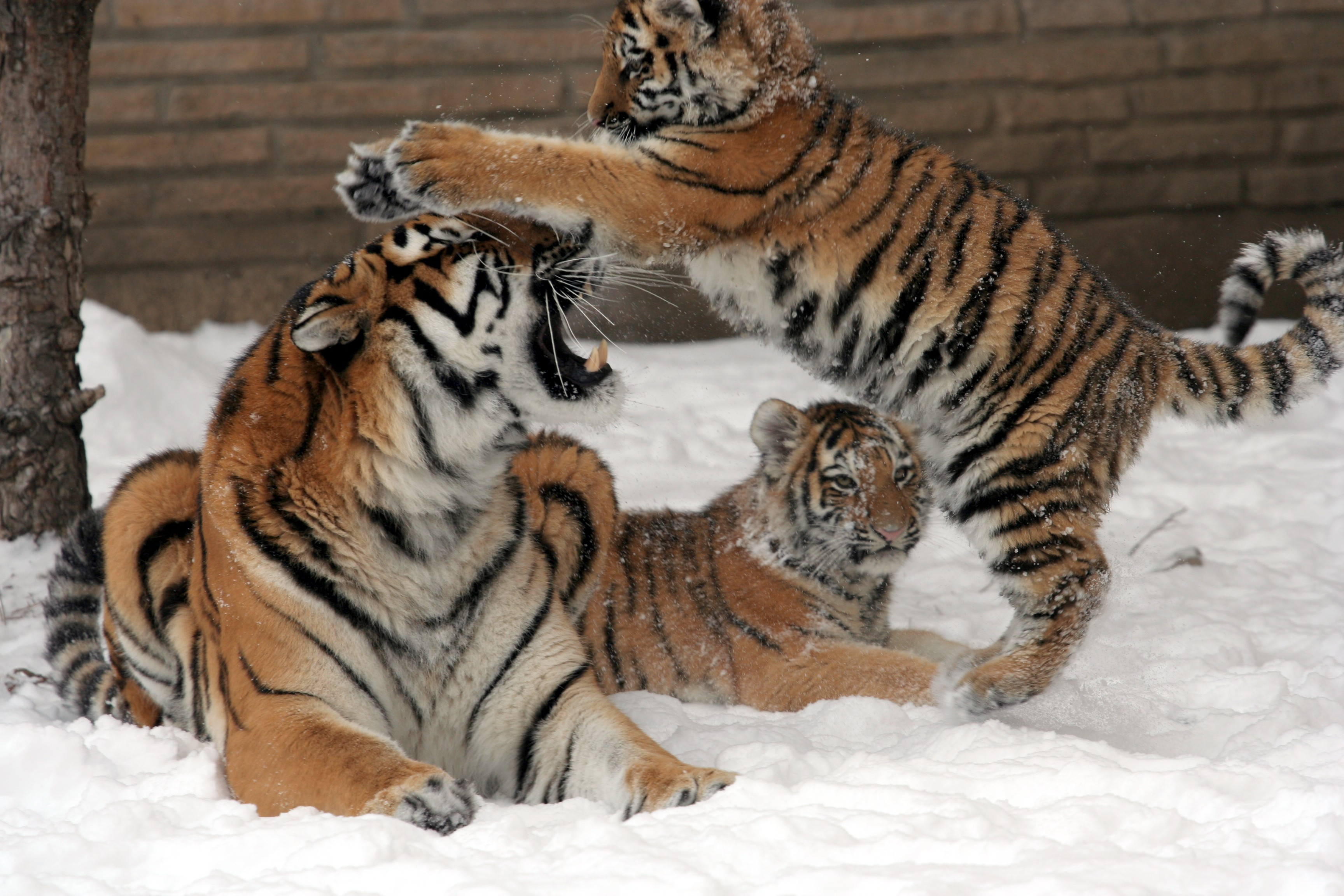
La tigresse s'occupe seule de ses petits.

La période de reproduction peut avoir lieu à n'importe quel moment de l'année, mais il y a un pic d'occurrence qui varie selon la zone géographique. Durant l'œstrus qui dure plus de neuf jours, la femelle signale sa présence par des gémissements et des rugissements répétés accompagnés d'un marquage olfactif plus fréquent. Lors de la cour, les contacts sont fréquents : les tigres se mordillent la gueule, se frottent l'un contre l'autre. Lorsque la femelle est prête, elle adopte la position typique des félins : elle s'assied, les pattes avant allongées devant elle et les pattes arrière à demi-pliées, le mâle la pénètre et la saisit par la peau du cou lors de l'éjaculation. Enfin, la tigresse se dégage violemment et se retourne fréquemment contre le mâle, avant d'entamer une période de repos. L'accouplement est bref mais peut se répéter plusieurs fois par jour.
La femelle met au monde dans un endroit isolé deux ou trois petits en moyenne (sept au maximum) après 93 à 114 jours (soit entre 3 et 4 mois environ) de gestation. L'intervalle entre deux naissances est en général de 10 à 20 minutes. Entre chaque mise bas, la tigresse mange le cordon ombilical, l'amnios et le placenta. Les jeunes tigres restent aveugles jusqu'à six à quatorze jours ; ils pèsent à la naissance de 750 à 1 600 g. C'est la femelle qui s'occupe de l'éducation des petits ; le tigre ne participe pas à leur éducation. La tigresse n'hésite pas à les déplacer fréquemment d'une tanière à l'autre pour les protéger d'éventuels prédateurs. Ils commencent à jouer dès un mois ; la tigresse ne laisse pas sa portée toucher à de la viande avant quarante jours et le sevrage a lieu à deux mois.
Les jeunes restent avec leur mère pour apprendre à chasser. Contrairement aux lions, les jeunes tigres mangent en premier et ce n'est que lorsqu'ils sont rassasiés que la tigresse entame son repas. La tigresse se montre également très protectrice et éliminera ou évitera tout danger  (tigres mâles, y compris le père, hommes, etc.) Vers un an, les jeunes sont capables de chasser seuls. Les conflits autour des proies se multiplient vers dix-huit à vingt-et-un mois et les mâles sont les premiers à quitter le cercle familial, suivis par les femelles.
Dans la nature, les tigres atteignent leur maturité sexuelle à l'âge de trois ou six ans pour les mâles et aux alentours de trois ans pour la femelle. Le tigre ne peut plus se reproduire à partir de quatorze ans. La mère retourne en cycle œstral dix-huit à vingt mois après la naissance des jeunes tigres. Une étude faite au parc national du Chitwan, au Népal, a révélé une mortalité infantile de 34 % pour les jeunes de moins d'un an et de 29 % pour la deuxième année. Pour la première année, 73 % des décès étaient dus à la perte de la portée entière pour cause d'inondation, d'incendie ou d'infanticide. Cette dernière raison est d'ailleurs la cause principale de mortalité des tigres de moins d'un an ; les jeunes tigres sont parfois tués par les autres mâles qui viennent s'emparer du territoire de leur père. Pour la deuxième année, la perte d'une portée entière est beaucoup plus rare : elle atteint 29 % des décès,. La durée de vie d'un tigre est estimée à 26 ans en captivité et à 15 ans en liberté.

## Écologie et répartition

### Habitat

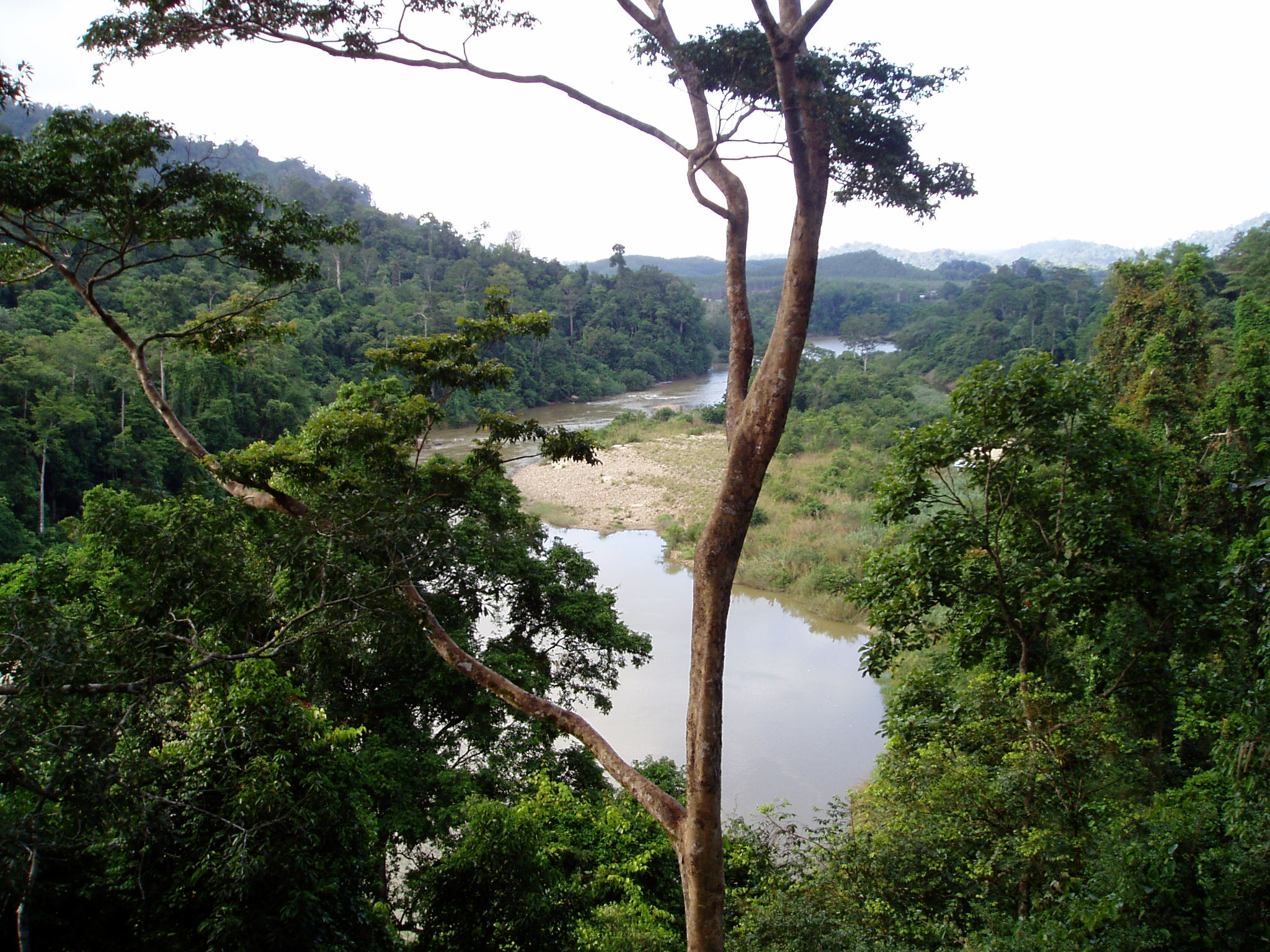
La forêt dense est le principal habitat du tigre.

Le tigre s'accommode de plus de deux cents habitats différents. Des forêts humides tropicales aux bois de conifères et de bouleaux de Russie d'Extrême-Orient en passant par les mangroves, des Sundarbans, le tigre fait preuve d'une grande adaptabilité, même s'il marque une préférence pour les terrains avec une grande végétation qui lui confèrent un bon terrain de chasse et un bon abri. En 2008, au Bhoutan, alors qu'on pensait que le tigre ne se rencontrait que jusqu'à 3 000 mètres, des empreintes et des photographies de tigre ont montré qu'on pouvait trouver ce prédateur entre 3 700 et 4 300 mètres : il se pourrait que le tigre soit repoussé sur des altitudes plus élevées soit en raison du réchauffement climatique, soit à cause de la pression exercée par l'homme ; une autre hypothèse serait que le tigre ait toujours vécu à de telles hauteurs mais n'aurait jamais été observé jusqu'à présent.

### Répartition

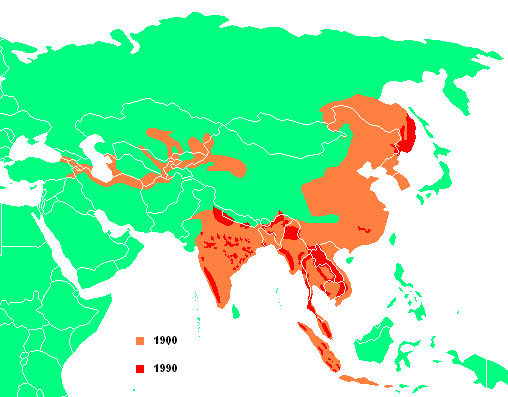
En 1900
En 1990

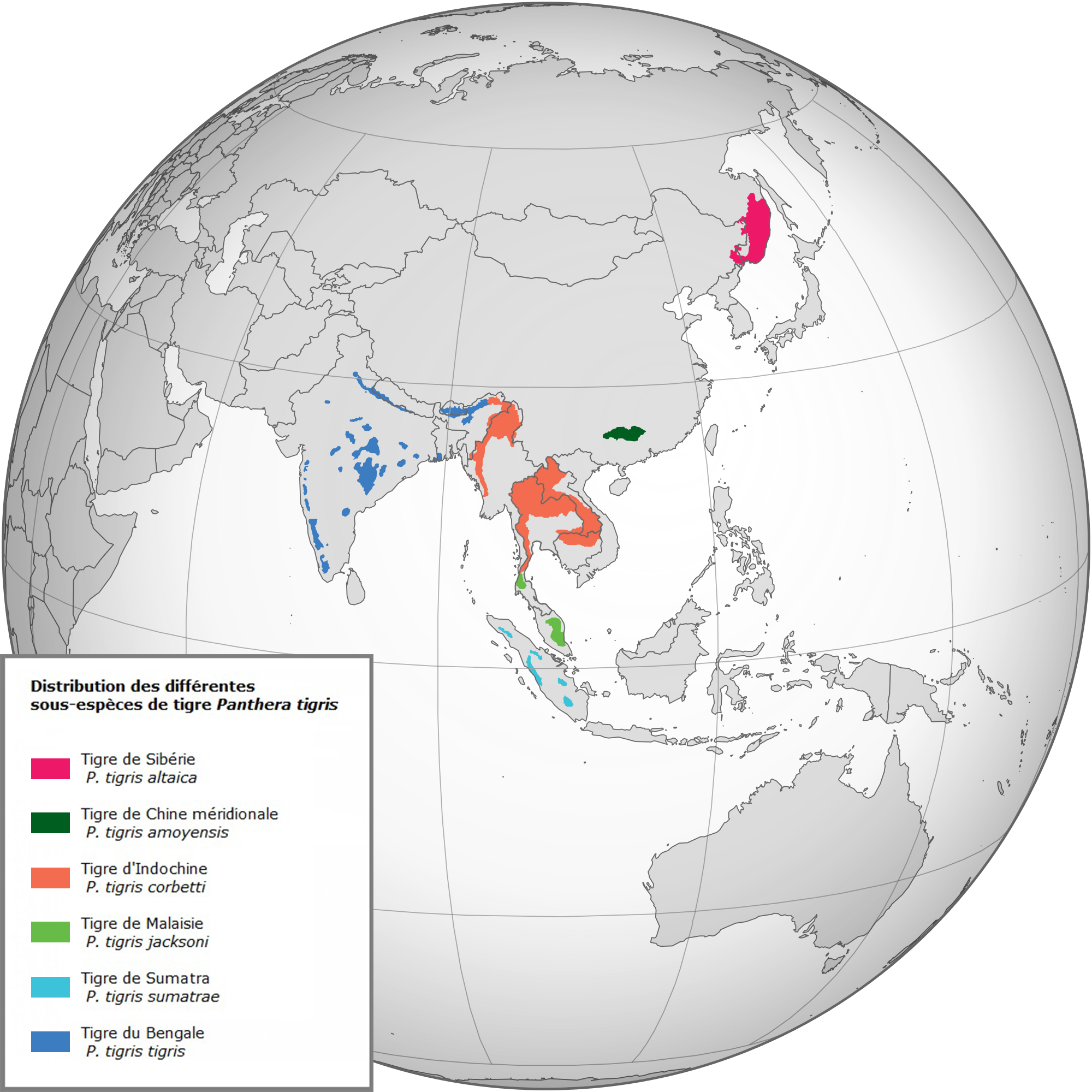
Distribution de toutes les sous-espèces de tigre encore existantes.

L'aire de répartition du tigre a fortement régressé depuis le XIXe siècle. Elle s'étendait de l'est de la Turquie à l'Extrême-Orient russe, ainsi que sur les îles de Sumatra, de Java et de Bali. Elle recouvrait donc presque toute l'Asie, à l'exception de la chaîne de l'Himalaya.
Les derniers tigres survivent dans quatorze pays : l'Inde, le Népal, le Bhoutan, le Bangladesh, la Birmanie, le Laos, la Thaïlande, le Cambodge, la Malaisie, l'Indonésie (île de Sumatra), la Chine, la Russie et peut-être la Corée du Nord. Les populations de la péninsule indochinoise sont disjointes.
L'espèce a perdu 93 % de son aire de répartition originelle.
C'est en Inde que les tigres sont les plus nombreux bien que la plupart y aient disparu lors des vingt-cinq dernières années. L'Inde abrite environ la moitié de la population mondiale de tigres sauvages. Le recensement national de 2010 fait état d'un maximum de 1 909 bêtes, soit 20 % de plus par rapport à 2006. Selon la majorité des spécialistes, cette information, aussi positive soit-elle, reflète davantage l'amélioration des méthodes de recensement, souvent approximatives, que l'augmentation réelle du nombre de tigres. Ensuite, en 2016, le gouvernement indien annonce la présence de 2 226 spécimens, et, en 2018, 2 967 tigres sont recensés en Inde. En 2022, l'Inde estime sa population de tigres à environ 3600 .

## Conservation du tigre

### Menaces pesant sur l'espèce

#### Ennemis naturels
Le tigre a peu d'ennemis naturels. Toutefois, les meutes de dholes peuvent attaquer et tuer un tigre. Il arrive aussi que des ours ou des tigres mâles tuent les jeunes tigres.

#### Chasse

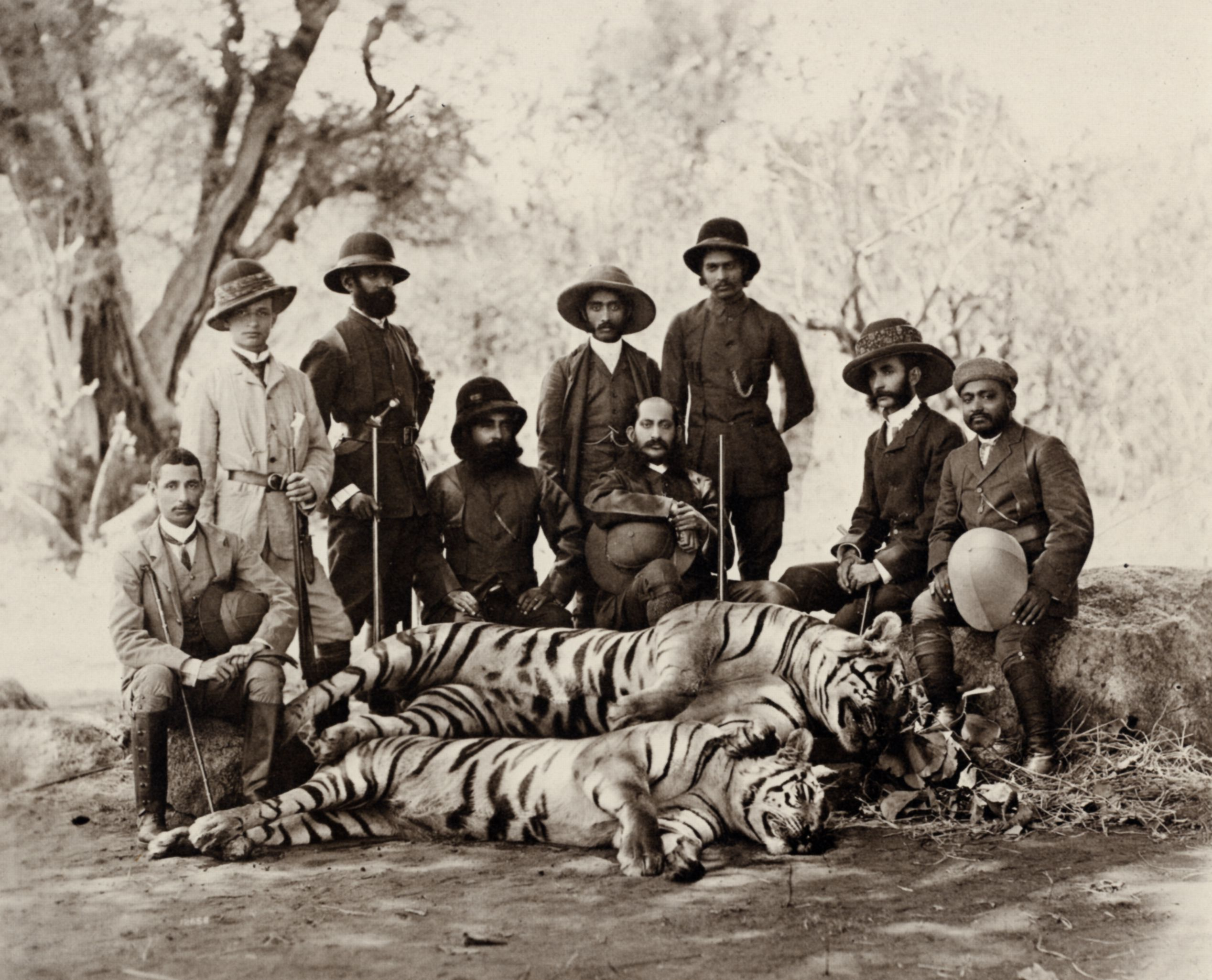
Deux tigres abattus en Inde coloniale, 1892. Photographie de Lala Deen Dayal.

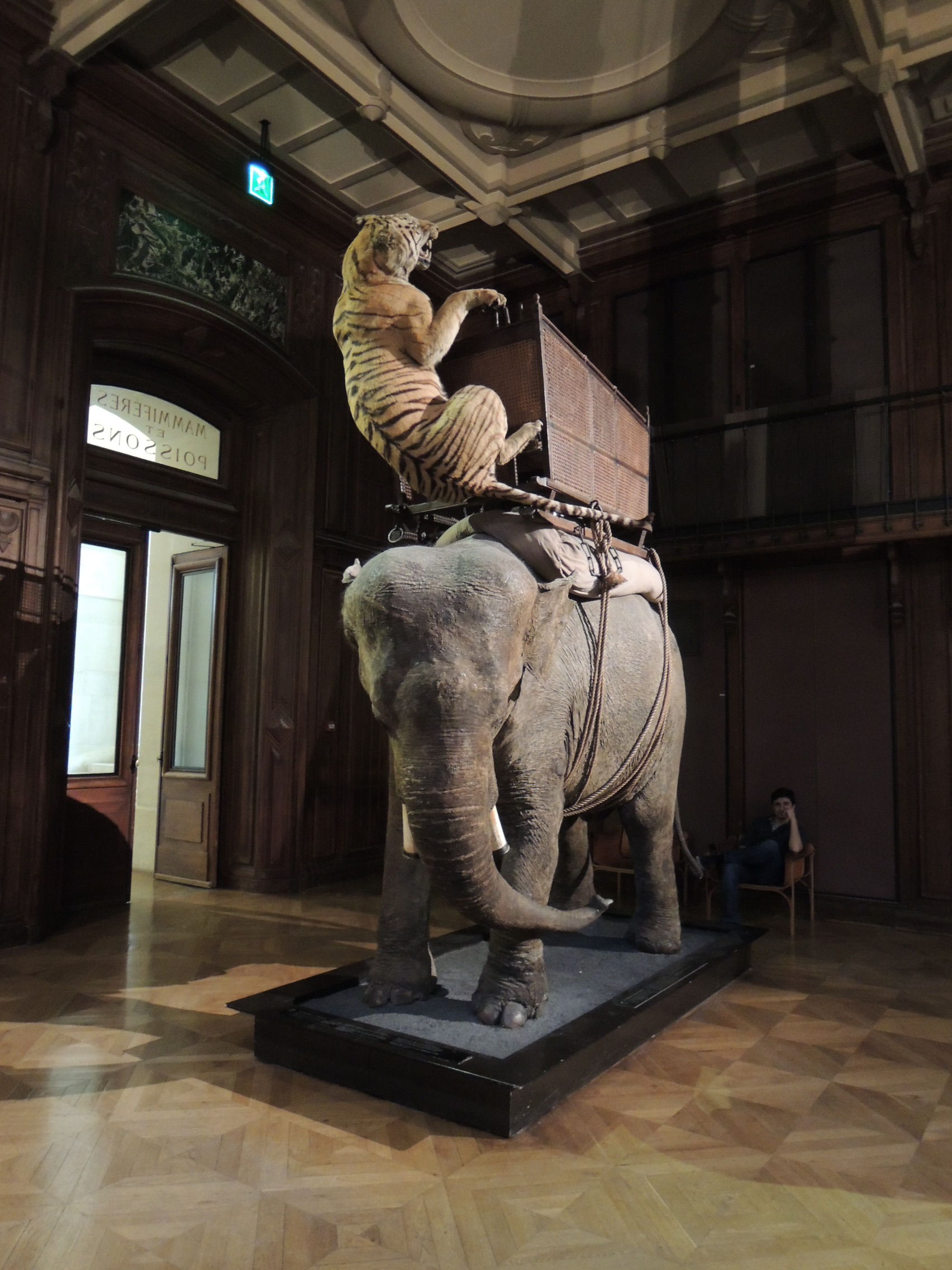
Éléphant d'Asie et chasse au tigre en Inde, grand classique de l'imaginaire collectif, Grande galerie de l'évolution, Muséum national d'histoire naturelle, Paris

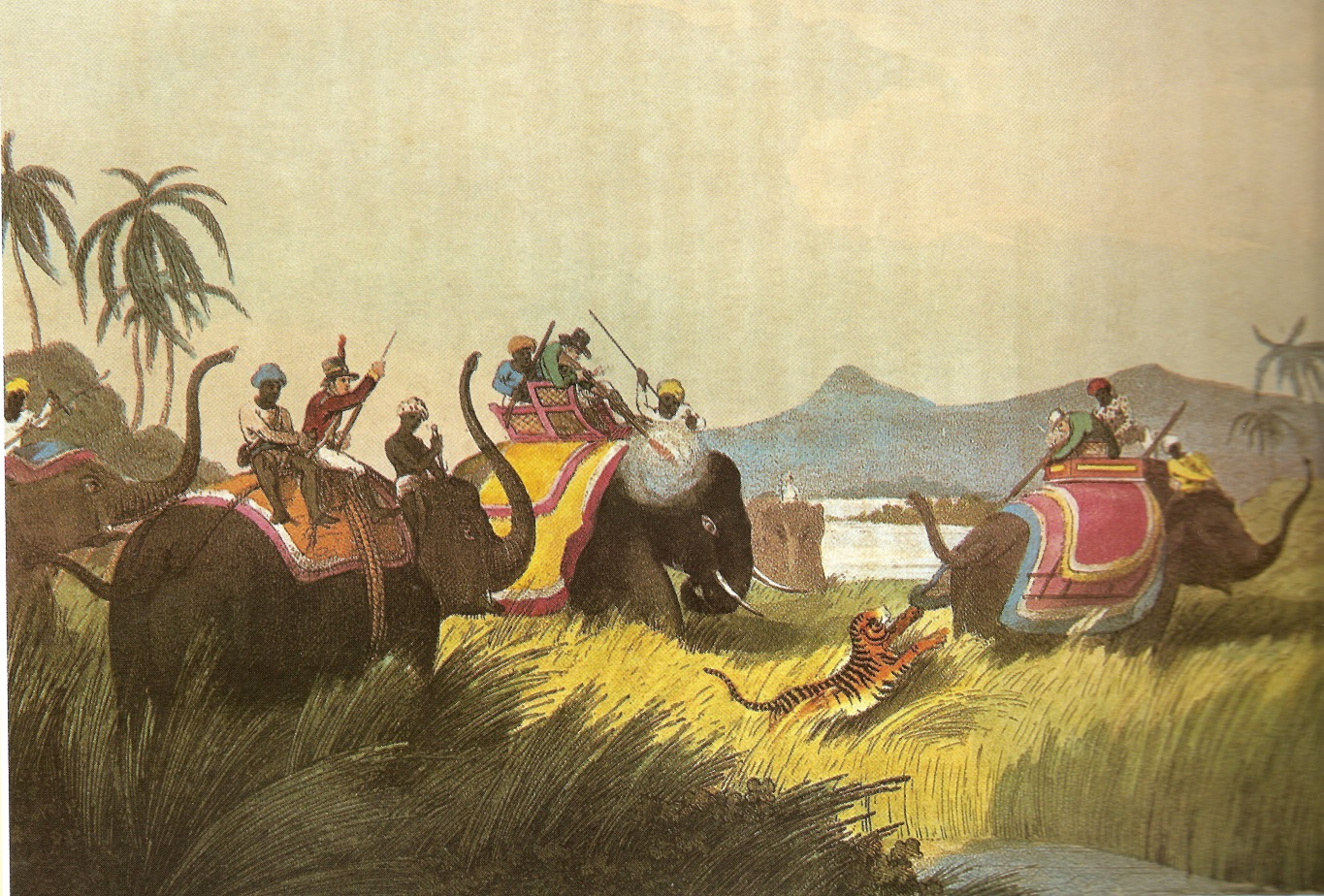
Chasse au tigre à dos d'éléphant, Inde, 1808

La chasse aux trophées a été une cause importante de régression du tigre au cours du XIXe siècle et du début du XXe siècle. La chasse au tigre était en effet un sport apprécié des colons et des maharadjahs. Des battues étaient organisées durant lesquelles les tigres avaient bien peu de chance de survivre. Le tigre, animal craint pour sa force et sa cruauté supposée, était le prédateur à tuer pour sa gloire personnelle. Le félin était également un mangeur d'homme, et cette chasse intensive visait aussi à réduire sa population.
Le commerce des peaux a également accéléré cette chasse. Au début du XXe siècle, une peau valait 200 roupies, et un tapis avec tête montée 300. Les fourrures étaient négociées par les marchands locaux puis vendues comme souvenirs dans les grandes villes indiennes aux touristes européens. Durant les années 1950 à 1960, on estime que plus de trois mille tigres ont été tués comme trophées.
La chasse au tigre est à présent interdite dans tous les pays où vit ce félin.
Le braconnage et la perte de son habitat et de ses proies sont à présent les principales causes du déclin des populations.

#### Destruction de son habitat
Le tigre souffre de la destruction de son habitat. Aujourd'hui, le recul des forêts et des habitats naturels, la croissance démographique, la disparition des proies, l'extension des zones cultivées ainsi que l'augmentation de la pollution aggravent sa situation. Les individus de moins en moins nombreux, et parfois de plus en plus éloignés les uns des autres sur des espaces fragmentés, ont du mal à se rencontrer et se reproduire.
Les incendies de forêts, l'utilisation de poison et la perpétuation d'un trafic ou commerce de peau et sous-produits pour certaines médecines traditionnelles continuent à peser sur la survie de l'espèce.

#### Médecine asiatique traditionnelle
En Asie, on utilise certaines parties du corps du tigre, comme ses os, ses yeux, son pénis et ses dents pour fabriquer des remèdes traditionnels, conformes aux mythes et croyances des populations, générant jusqu'à 3,5 millions d'euros par an. Leur efficacité n'est pas établie, et ces pratiques contribuent à accélérer la disparition de l’espèce,. Le trafic d'os a diminué en Inde et en Russie. En Chine, il est interdit depuis 1993 d'utiliser des extraits de tigre dans la pharmacopée et l'os de sailong a remplacé l'os de tigre. À Taïwan, 59 % des pharmacies fournissaient des préparations à base d'os de tigre au début des années 1990 et ne sont plus que moins de 1 % à le faire fin 2009. Mais au Cambodge, en Indonésie, au Laos, en Birmanie et au Viêt Nam, la lutte contre le braconnage est très faible et les marchés persistent.
Des propriétaires de fermes en Chine souhaiteraient pouvoir commercialiser les os et les peaux des tigres d'élevage morts. Le WWF estime que de braconner des animaux sauvages reviendrait moins cher que d'exploiter les animaux d'élevage et qu'au contraire il faut « empêcher, par tous les moyens, l'élevage en captivité des tigres à visée mercantile ».
De 2000 à 2019, l'association TRAFFIC rapporte que 2.359 tigres, victimes de trafic, ont été saisis par les autorités dans 32 pays et territoires, soit plus de 120 chaque année.

### Protection

#### Historique des actions de protection
En 1969, le directeur du zoo de Delhi déclare que « Le tigre est sur le point de disparaître ! ». La chasse au tigre devient interdite en 1970, mais c'est en 1973 que le Projet Tigre est lancé par Indira Gandhi en Inde : les parcs nationaux sont transformés en réserves, au cœur desquelles il est interdit d'accéder, afin de réserver un centre de reproduction au tigre. Des zones tampons, où les autorités réglementent le passage, sont aménagées. Le programme fonctionne : dans les années 1980, les autorités indiennes annoncent que les populations de tigre ont plus que doublé. Toutefois, le projet s'essouffle après la mort de Gandhi en 1984 : les pressions populaires pour exploiter les forêts sur les politiciens locaux réduisent les zones tampons, pressions d'autant plus écoutées que le pouvoir se décentralise de New Delhi et que les populations s'accroissent, réclamant toujours plus d'espace. Les résultats du Projet Tigre sont aussi critiqués : le comptage des tigres se faisait par l'identification des empreintes des pattes, méthode peu précise, et les administrateurs avaient tendance à gonfler leurs résultats pour justifier l'argent versé par l'État.
À partir de 1986, on découvre avec surprise que les tigres « disparaissent » : on prend alors conscience du braconnage à des fins de pharmacopée traditionnelle chinoise. Ce n'est en effet qu'à partir de la fin des années 1980 que le braconnage refait surface : jusqu'à présent, les tigres de Chine « suffisaient » à répondre à la demande. Il est difficile de chiffrer l'impact du braconnage sur les populations de tigre indien, la Wildlife Protection Society estime que 94 tigres sont tués en 1994 et 116 en 1995. De plus, le braconnage des tigres est lié à celui du chiru, une antilope tibétaine dont la laine est très prisée : les os de tigre sont échangés contre la laine de chiru récupérée sur la carcasse. La révélation du braconnage provoqua une crise au sein de la communauté des conservateurs : tous les efforts menés semblaient vains, le trafic d'os de tigre se perpétuant aussi en Indochine et en Sibérie. Après de nombreuses querelles entre partisans de la conservation in situ et ex situ, après diverses propositions peu réalistes, des actions internationales furent menées :
- En 1994, les représentants de nombreux pays où vivent les tigres se réunissent pour lutter ensemble contre le commerce illégal du tigre ;
- En 1995, la campagne Save the tiger fund, financée par la société Exxon et le National Fish and Wildlife Foundation, a pour objectif de renforcer l'action des réserves[70], par exemple en instaurant des couloirs forestiers pour éviter l'isolement des populations de tigres, et de stopper le commerce illégal[71].
- L'interdiction du commerce d'os de tigre en Chine fut le résultat de nombreuses pressions exercées par la communauté internationale.

En 2010, treize chefs de gouvernement ainsi que Vladimir Poutine et Robert Zoellick (président de la Banque mondiale) se réunirent pour allouer un fonds de 350 millions de dollars à la conservation du tigre.
Dans certaines régions, soit parce que l'Homme fréquente plus des forêts qui se réduisent, soit parce que la forêt gagne du terrain près de certaines zones habitées, les accidents ont augmenté. Là, une des pistes de travail est de réduire le risque de conflit Homme-tigre. Pour cela, dans les plaines centrales du Népal où trente-six tigres ont tué 88 personnes en 27 ans (de 1979 à 2006), des chercheurs ont étudié les facteurs écologiques des zones où le tigre a attaqué ou tué des hommes. Ils ont aussi étudié la sociologie des zones où les hommes tuent des tigres mangeurs-d'homme ou réputés tels. Ceci a permis de mieux identifier (à partir de 28 années de données) les activités humaines à risque ou rendant les gens vulnérables aux attaques. Chaque lieu où un tigre a tué un humain a été visité et étudié avec un membre de la famille de la victime ou un de ses amis. On a ainsi montré que 66 % des attaques de tigres ont eu lieu près de la lisière (à 1 km au plus) et pour le reste dans les forêts dégradées et intactes. Il n'y a pas plus de mâles que de femelles qui ont attaqué des humains. 56 % des tigres examinés présentaient des déformations physiques. La mortalité humaine tendait à augmenter significativement (passant d'une moyenne de 1,2 (± 1,2) personne par an avant 1998 à 7,2 (± 6,9) par an de 1998 à 2006), et 10 fois plus dans la zone tampon depuis 1998 en raison de la restauration des forêts. Près de la moitié des personnes tuées étaient à la recherche d'herbe pour le fourrage. Des stratégies visant à réduire le risque de rencontre entre l'homme et le tigre ont pu être proposées ; comme la participation des communautés locales à la gestion et à la conservation du tigre pour mieux atténuer les conflits homme-tigre. Les villageois qui aident à poser des colliers émetteurs et suivre des tigres dangereux participeront mieux au suivi télémétrique du tigre à long terme et à la prévention pour éviter les conflits estiment ces chercheurs.

#### Statut légal
L'ensemble des sous-espèces de tigre est classé en annexe I de la CITES depuis 1975, excepté le tigre de Sibérie qui appartenait à l'annexe II de la CITES jusqu'en 1987, ce qui signifie que son commerce est interdit sauf autorisation exceptionnelle.
L'espèce est également considérée comme En danger (EN) par l'UICN depuis 1986. Les sous-espèces peuvent avoir un statut différent : le tigre de Sibérie fut considéré comme En danger critique d'extinction (CE) de 1996 à 2008 avant de retrouver son statut d'En danger, le tigre de Chine et le tigre de Sumatra sont considérés comme En danger critique d'extinction depuis 1996,, et les tigres de la Caspienne, de Bali et de Java sont considérés comme Éteints (EX).
Le tigre est protégé par la législation nationale de l'ensemble des pays où il est présent à l'état sauvage.

### Population

#### Présence in situ
En 1900, on estime que la population de tigre atteignait 100 000 individus dont 40 000 en Inde. Pour que le bassin génétique d'une espèce soit viable, il ne faut pas que sa population diminue en dessous de 5 000. En 2008, leur population est estimée par l'Union internationale pour la conservation de la nature entre 1 361 et 2 056 spécimens aptes à la reproduction dont 1 411 individus en Inde.
En 2010, la population était estimée à 3 200 individus, sans véritable recensement, selon le WWF.
En 2011, on compte 3 500 tigres à travers le monde. En Inde, il y en aurait 1 706 selon le dernier recensement contre 1 411 en 2007.
En 2014, des recensements réguliers étaient déjà faits en Inde, au Népal et en Russie. Des chiffres étaient annoncés pour le Bhoutan, le Bangladesh et la Chine, mais la Malaisie, l’Indonésie, la Thaïlande, le Myanmar, le Laos, le Cambodge et le Vietnam n’avaient pas encore entrepris de comptage. Trois opérations de comptages étaient prévues en 2016, 2020 et 2022. Elles sont indispensables au suivi des progrès réalisés vers l’atteinte de l’objectif « TX2 » qui vise à doubler le nombre de tigres sauvages d’ici 2022.
En 2015, pour la première fois, l'estimation de la population mondiale de tigre est en hausse (annonce réalisée en 2016), avec 3 890 tigres - ce chiffre restant à manier avec prudence. L'Inde en abrite plus de la moitié, avec 2 226 tigres.
| Pays                      | Bangladesh | Bhoutan | Cambodge | Chine | Inde  | Indonésie | Laos | Malaisie | Myanmar | Népal | Corée du Nord | Russie  | Thaïlande | Viêt Nam | Total |
| Estimation sur le terrain | inconnu    | 50      | 0        | >7    | 1 706 | 670       | 2    | 300      | inconnu | 198   | inconnu       | inconnu | 221       | <5       | 3 159 |
| Estimation officielle     | 300-500    | 115-150 | 10-30    | 20    | 2 226 | >250      | 17   | 250-340  | 85      | 198   | aucun         | 360     | 189-252   | >10      | 4 240 |

| Tigre de Sibérie | Tigre de Chine méridionale | Tigre de Bali | Tigre d'Indochine | Tigre de Malaisie | Tigre de Java | Tigre de Sumatra | Tigre du Bengale | Tigre de la Caspienne |
| 331-393          | 30-50                      | Éteint        | 352               | 493-1 480         | Éteint        | 441-679          | 1 782-2 527      | Éteint                |

Actuellement[Quand ?], il y a en Inde vingt-trois réserves naturelles spécialement créées pour la préservation du tigre. Au Népal, trois réserves peuvent prétendre à héberger des tigres : il s'agit du parc national royal de Chitwan et des réserves royales de faune de Bardia et de Shukla Phanta. Le tigre est présent dans dix-neuf réserves en Thaïlande, quatorze aires protégées du Viêt Nam, cinq réserves à Sumatra, trois réserves en Russie et une en Chine.
Parmi les mesures prises pour protéger les tigres, on peut citer la création d'une plantation de bois de chauffage et de bois d'œuvre par le WWF, l'Association des usagers de la zone tampon et le parc national du Chitwan, afin de limiter l'utilisation des ressources forestière du parc par les villages environnant. Ainsi, la pression sur l'environnement du tigre est allégée et les rencontres homme/tigre plus rares. Mais la cohabitation n'est pas aussi harmonieuse partout. En 2002, ce n'est que grâce à l'intervention du WWF que le Kelantan ne s'est pas lancé dans une campagne d'éradication du félin. En Inde, lorsque des tigres s'attaquent à du bétail, les éleveurs touchent une compensation. Mais celle-ci, de faible valeur et versée tardivement, est peu efficace. Enfin, des déplacements d'animaux peuvent être envisagés, comme à Sumatra après la mort de six personnes à la suite d'attaques de tigres, mais la méthode n'a pas encore prouvé son efficacité.

#### Présence ex situ

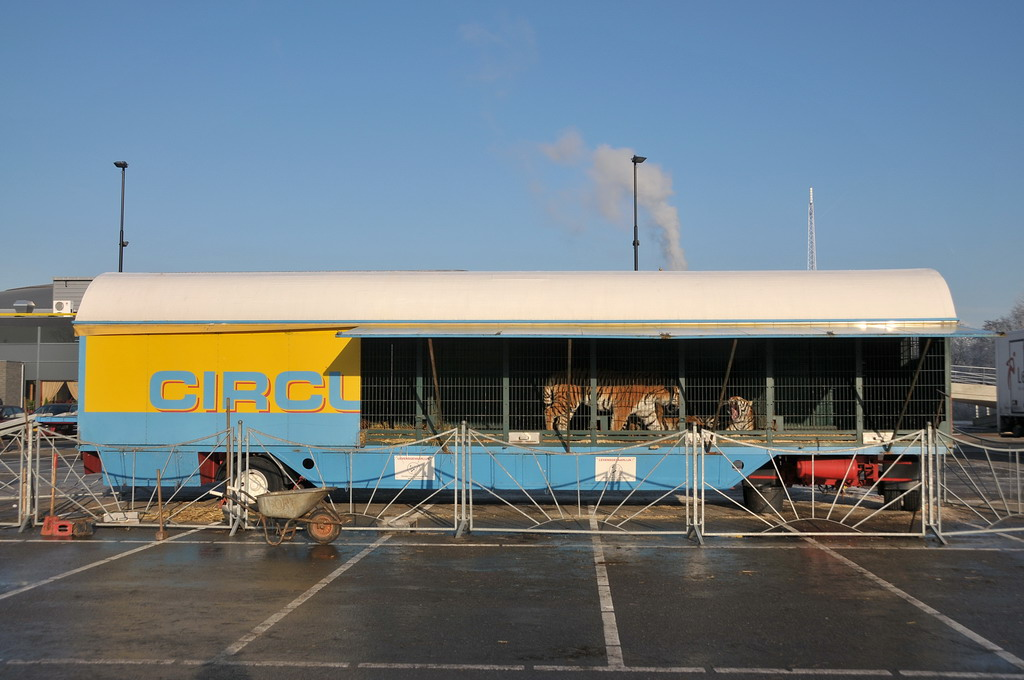
Les roulottes de cirque où sont logés des tigres.

L'élevage conservatoire permet de maintenir une population de tigres vivante quoi qu'il arrive à la population sauvage, mais également, grâce à l'affection du public pour cette espèce de soutenir les programmes de protection in situ : par exemple, la campagne Tigre, troisième campagne de protection de la vie sauvage menée par l'association européenne des zoos et aquariums (EAZA), a permis de récolter plus de 700 000 € pour l'association 21st Century Tigers. Une autre action des zoos est de permettre des actions de recherche sur le tigre afin de mieux connaître sa biologie. Toutefois, les tentatives de réintroduction de tigres nés en captivité n'ont pas été couronnées de succès.
Afin de garder l'espèce en vie de façon pérenne, les zoos s'organisent pour maintenir la variabilité génétique des spécimens captifs. Le tigre de Sibérie et celui de Sumatra font l'objet d'un programme européen d'élevage (EEP). Ces deux sous-espèces ainsi que la sous-espèce indochinoise font également partie d'un programme américain pour les espèces menacées (SSP).
Le tigre se reproduit très bien en captivité, ce qui conduit certains zoos à utiliser des moyens de contraception pour réguler les populations, et parfois l'euthanasie. Il est probable que les tigres en captivité soient plus nombreux que les tigres sauvages, si on prend en compte les individus issus d'hybridation entre sous-espèces. En 2004, le studbook international compte 660 tigres. Le 19 mars 2009, un peu plus de 1 400 tigres sont inscrits sur la base ISIS : parmi ceux-ci, plus de 400 tigres de Sibérie, presque 300 tigres du Bengale, plus de 200 tigres de Sumatra et une cinquantaine de tigres de Malaisie et de tigres d'Indochine et pour finir, 390 tigres à l'origine non spécifiée ou issus d'hybridation.
Les tigres sont également des animaux très prisés dans les zoos privés, où les conditions de détention sont parfois contraires aux droits des animaux : ces tigres souffrent souvent de problèmes nutritionnels ou font l'objet d'un élevage intensif. Enfin, il existe des centres d'élevage en captivité dont la seule préoccupation est d'accroître le nombre de ces félins à des fins commerciales : par exemple, un tigre blanc peut se vendre à 60 000 $. En Chine, ces centres d'élevage, couramment appelés « fermes d'élevage », sont apparus lors de l'interdiction du commerce de parties de tigre en 1993. Il s'agissait alors d'un investissement spéculatif dans l'espoir que cette interdiction soit levée ; ils pratiqueraient le trafic d'os et d'organes de tigres.
En 2016, il est estimé qu'il y a plus de 5000 tigres domestiques rien qu'aux États-Unis, soit plus que les 3890 tigres sauvages estimés dans le monde.

## Le tigre et l'Homme

### Dénomination, étymologie et sémantique

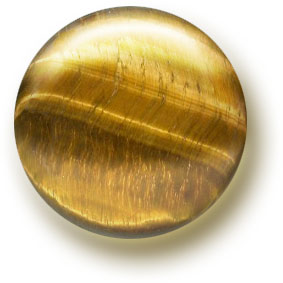
L'œil-de-tigre, une pierre qui rappelle la couleur de l'iris du tigre.

La femelle du tigre est la « tigresse ». Le terme « tigreau » est proposé par l'office québécois de la langue française pour désigner le petit du tigre,, mais ne figure pas dans la plupart des dictionnaires.
Le mot « tigre » dérive du grec ancien τίγρις / tígris via le latin tigris. Le mot grec lui-même dériverait du persan ancien tigrâ signifiant « flèche » (du radical tij qui signifie « aiguiser»). Deux adjectifs dérivent du mot tigre : « tigré », rayé comme un tigre et « tigresque », qui désigne tout ce qui a un rapport avec le tigre.
En zoologie, le terme tigre a aussi désigné, par extension, nombre de félins à la robe tachetée ou rayée : par exemple, les expressions « tigre d'Amérique », « tigre du Brésil », « tigre de Guyane » et « tigre noir » ont anciennement désigné le jaguar (Panthera onca). En Guyane française aujourd'hui "tigre rouge" ou "tig' ouj" désigne le Puma. Par ailleurs, on appelle encore « chat-tigre » l'oncille (Leopardus tigrinus). Le jaguar est dénommé El tigre dans de nombreux pays d'Amérique du Sud, d'Amérique centrale et au Mexique. Plusieurs autres animaux ont un nom composé du terme tigre, soit parce qu'ils sont rayés comme le requin tigre ou le tigre de Tasmanie, soit parce qu'ils font des ravages (tigre du poirier, serpent-tigre).
En minéralogie, l'œil de Tigre est une pierre semi-précieuse de la famille du quartz.
Le sens du mot tigre reste empreint d'agressivité, ainsi on dit d'un homme ou d'une femme féroce et impitoyable qu'il est un tigre ou une tigresse, et on peut être « jaloux comme un tigre »,. À l'inverse, on parle de « tigre de papier » pour désigner quelque chose d'apparence effrayante mais en réalité d'inoffensif.

### Représentations du tigre

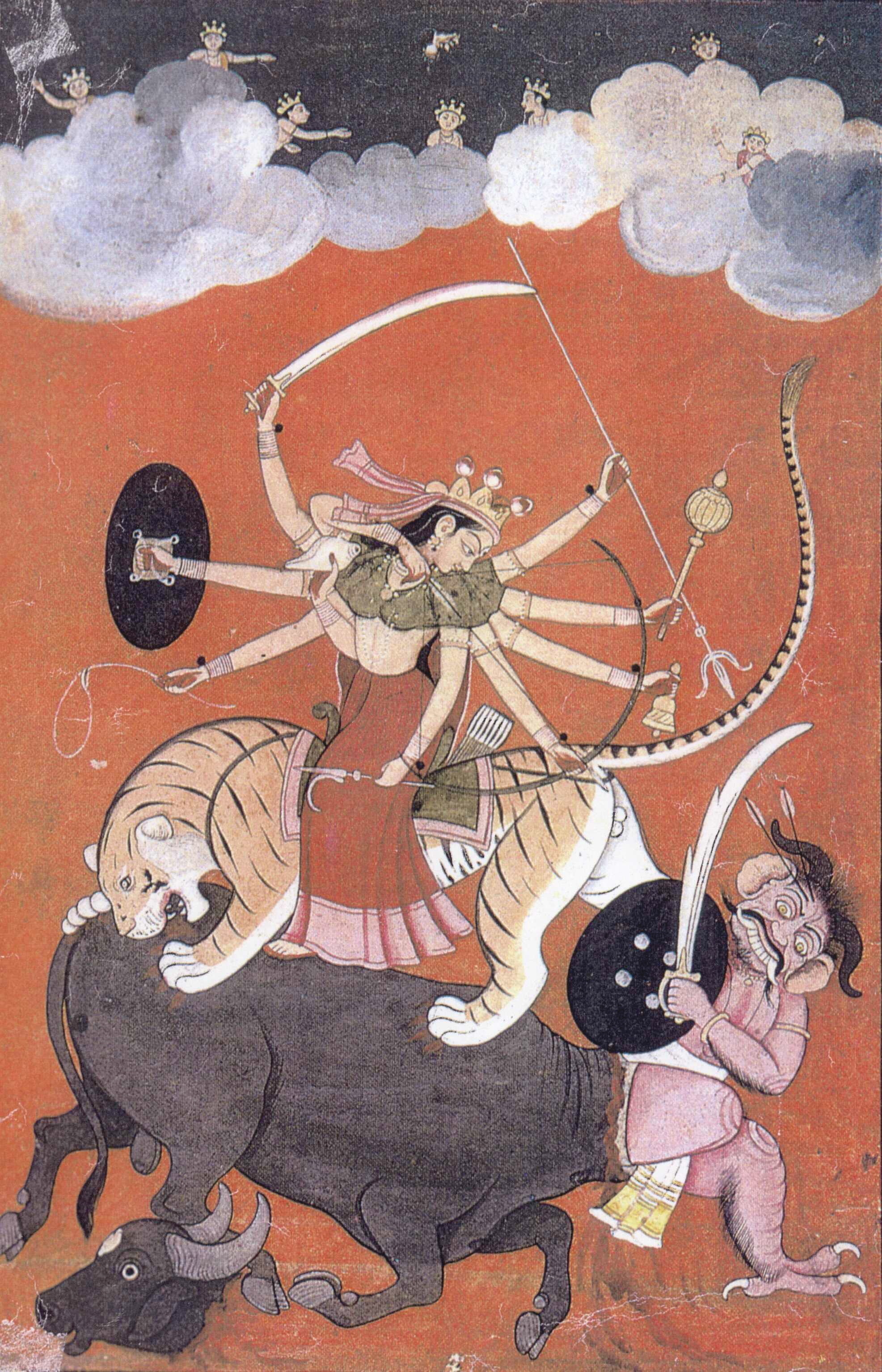
La déesse Durgâ sur son tigre combattant le démon Mahishasura.

#### Mythologie, légendes et religions
Le tigre a une place importante dans la mythologie et les croyances asiatiques. Dans la religion hindoue, Shiva, dieu de la destruction, est représenté vêtu d'une peau de tigre et Durgâ, déesse aux dix-huit bras, a un tigre pour monture. En Inde, le tigre est le symbole de la royauté et du pouvoir divin. Dans le centre et l'Ouest de l'Inde, et notamment les États de Goa et Maharashtra, Waghoba est une divinité protectrice représentée soit par un tigre, soit par un léopard.
Dans la péninsule indochinoise et l'île de Sumatra, il représente le châtiment divin.
En Chine, l'année du Tigre fait partie des douze années de l'astrologie chinoise. Il est traditionnellement une des quatre créatures majeures de l'art chinois avec le dragon, le phénix et la tortue. De nombreuses légendes, comme celles du prince Sa Chui qui se laisse dévorer par une tigresse par compassion, content les rencontres des hommes avec le tigre. Des images d'un tigre blanc sont placées dans les maisons pour les protéger des rats et des serpents, et font office d'offrande dans les temples ; le tigre blanc de l'ouest est également une constellation associée à l'ouest et à l'automne. À l'image du lion dans la culture occidentale, le tigre est considéré comme le roi des animaux en Chine.
Le tigre correspond également, dans les arts martiaux chinois, à plusieurs figures censées imiter l'animal.

#### Figure emblématique

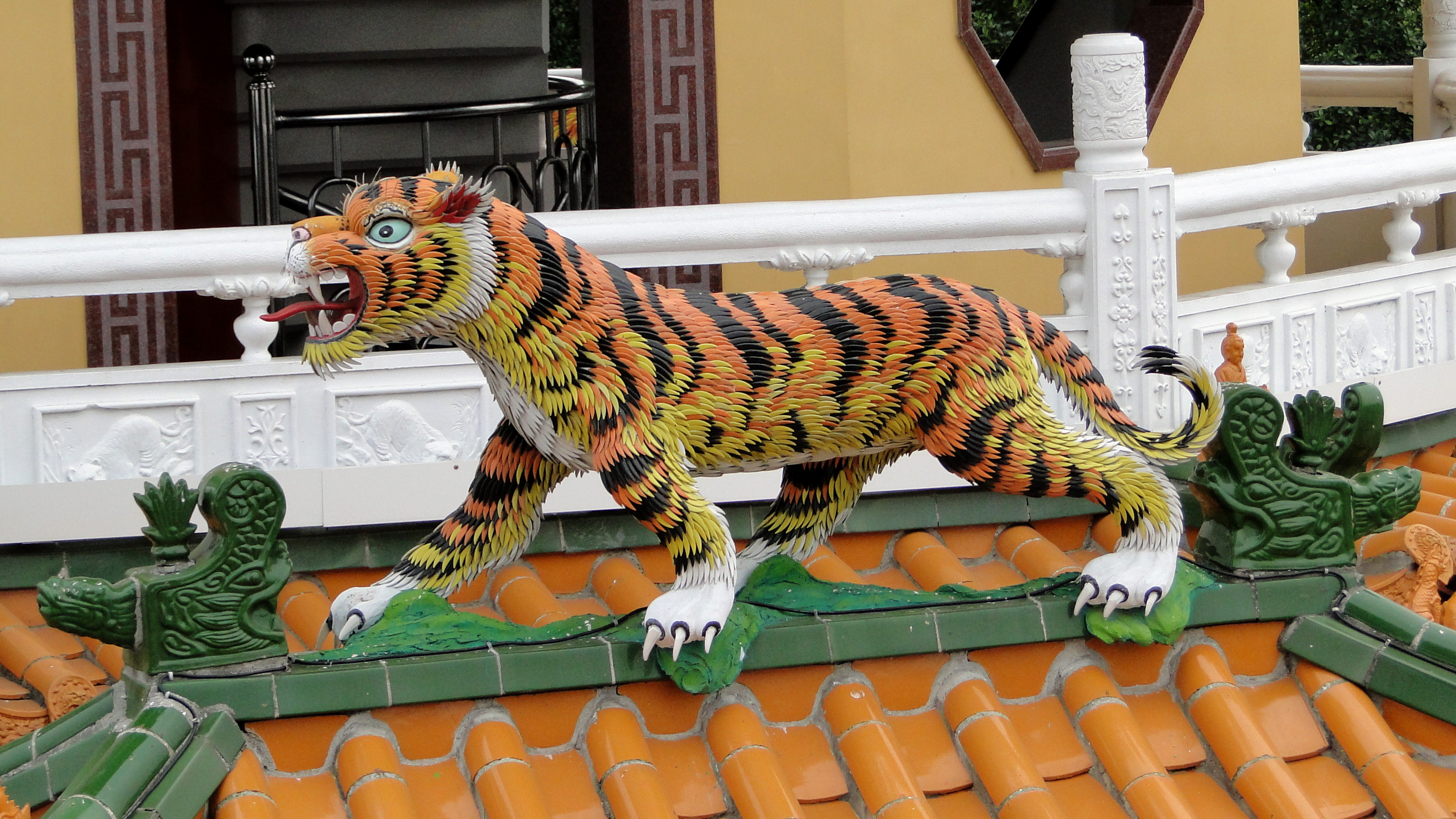
Un tigre sur la pagode du Tigre à Kaohsiung, Taïwan.

Le tigre est le symbole national du Bangladesh, de l'Inde et de la Malaisie. Il est également représenté sur les billets de banque et les pièces de monnaie du Bangladesh et figure sur les armoiries de la Malaisie. Le tigre de Tippu est une boîte à musique représentant un tigre tuant un Anglais : elle symbolise la victoire des peuples indiens sur l'empire colonisateur britannique.
Dans le domaine du sport, de nombreux clubs ont pour mascotte le tigre. Le félin était également l'emblème des jeux olympiques de Séoul.
Le tigre est aussi très présent dans l'univers des marques, avec le tigre d’Esso, celui des céréales Frosties ou encore de nombreux noms faisant écho au tigre comme le baume du tigre, le Mac OS X v10.4 « tiger », le magazine Le Tigre, ou encore de nombreux engins militaires (hélicoptère, avion de chasse, char). Un certain nombre d'unités militaires portent le tigre comme insigne. Les escadrilles des forces aériennes de l'OTAN ayant le tigre pour emblème sont regroupées dans une association et se retrouvent, chaque année, à l'occasion d'un Tiger Meet.
C'est également un surnom très utilisé pour montrer la force ou encore la férocité d’un personnage comme Georges Clemenceau surnommé « le Tigre », les tigres tamouls ou encore les tigres économiques tels le tigre celtique ou les tigres asiatiques.

#### Arts
Les premières représentations du tigre se font durant l'Antiquité romaine, sous forme de mosaïques : le félin est en effet importé pour les combats du cirque. On retient la peinture monumentale La chasse au tigre de Rubens qui inspira par la suite de nombreux autres peintres puis les tableaux du Douanier Rousseau. L'animal a également figuré dans les tableaux de nombreux autres artistes comme Delacroix, Charles Lapicque, Salvador Dalí ou encore Géricault. Du fait de sa proximité géographique, le tigre est également fortement représenté dans l'art chinois, japonais, indien et vietnamien.

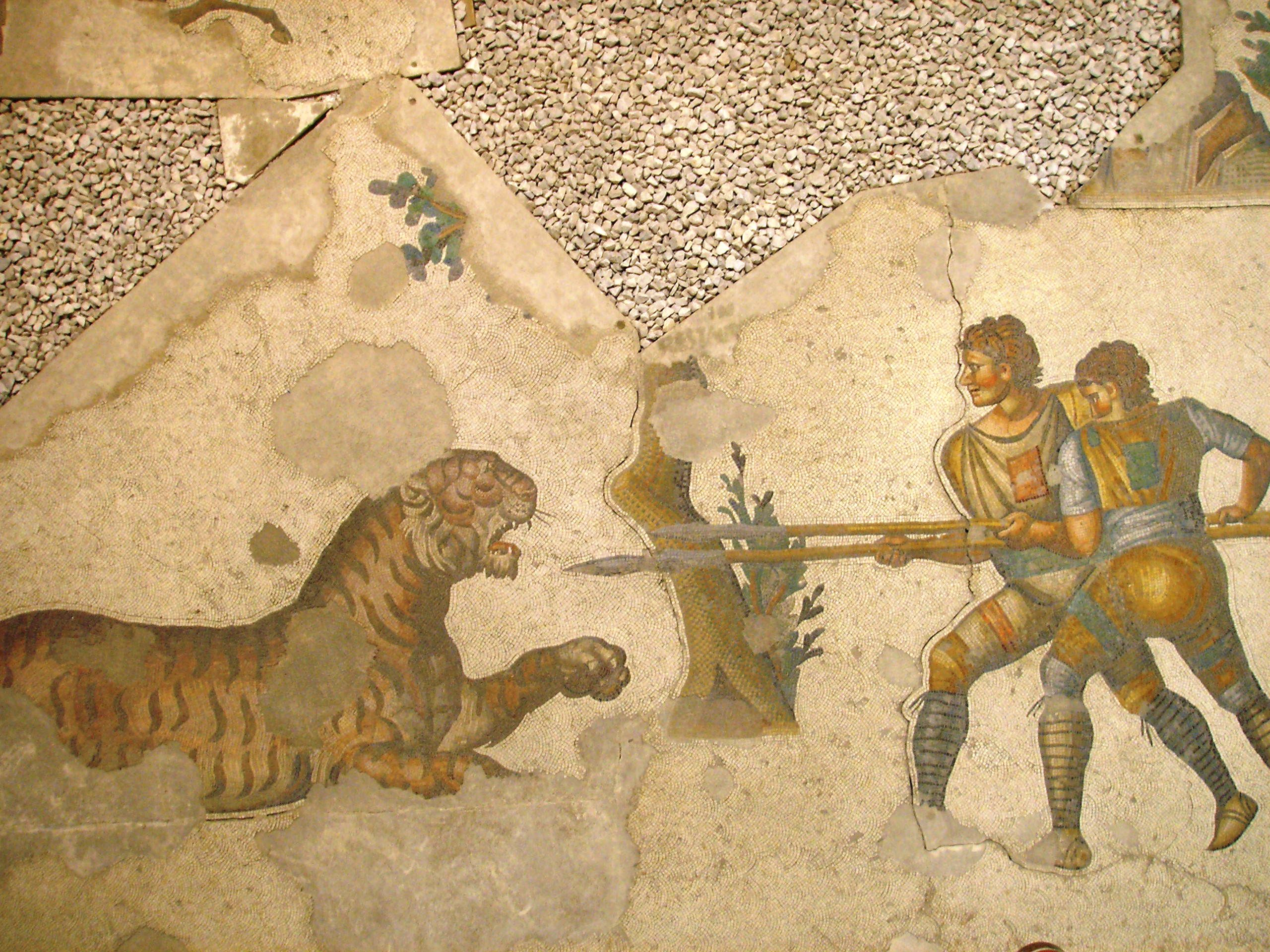
Mosaïque du Ve siècle représentant un tigre en prise avec deux piquiers.
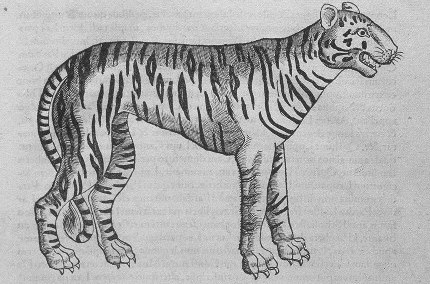
Représentation d'un tigre au XVIe siècle.
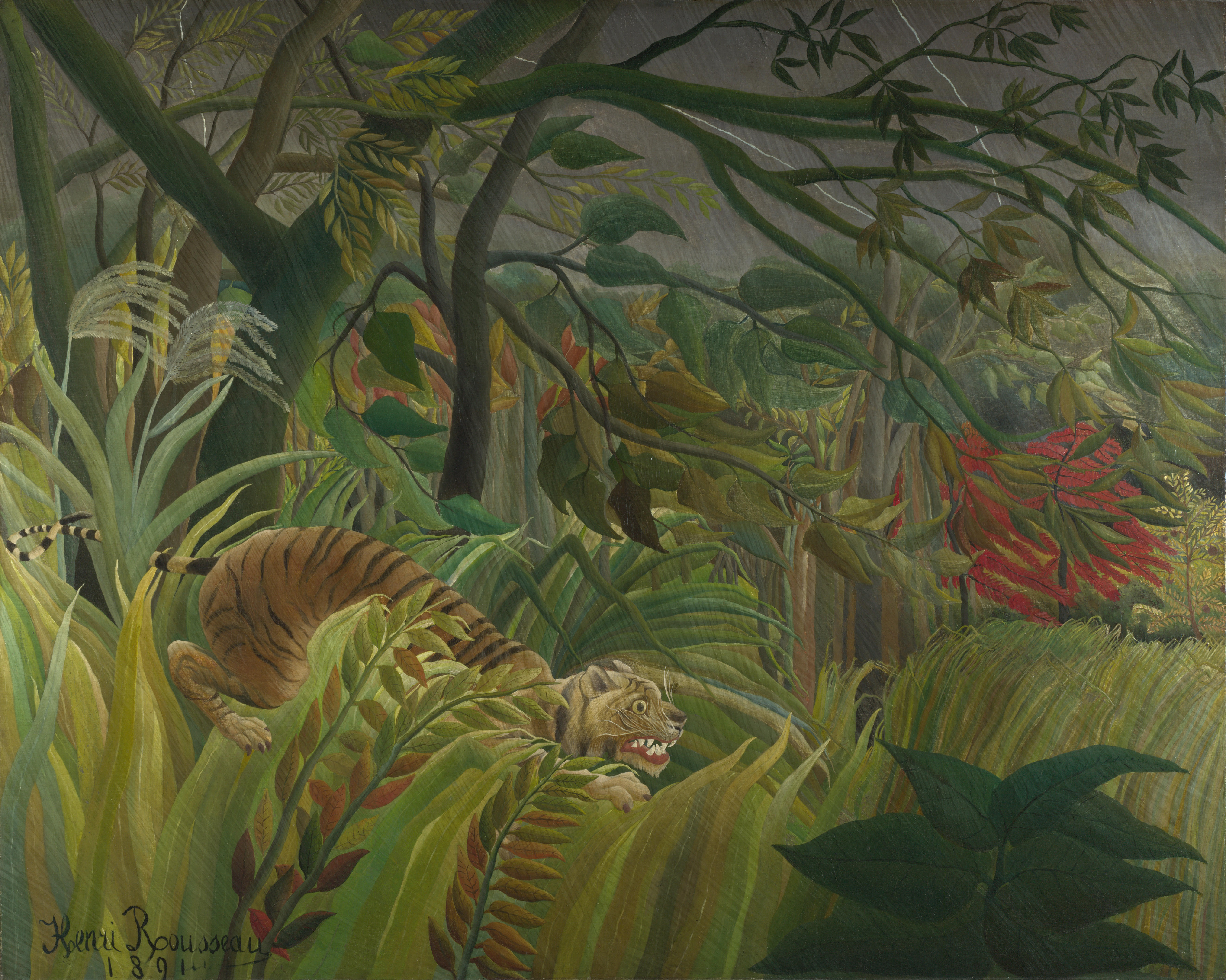
Surpris ! du Douanier Rousseau.
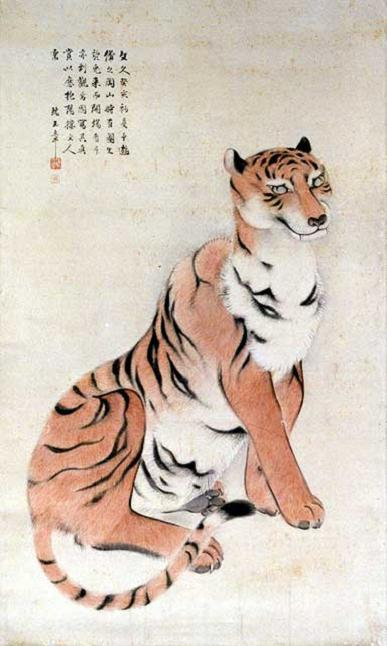
Croquis d'un tigre.
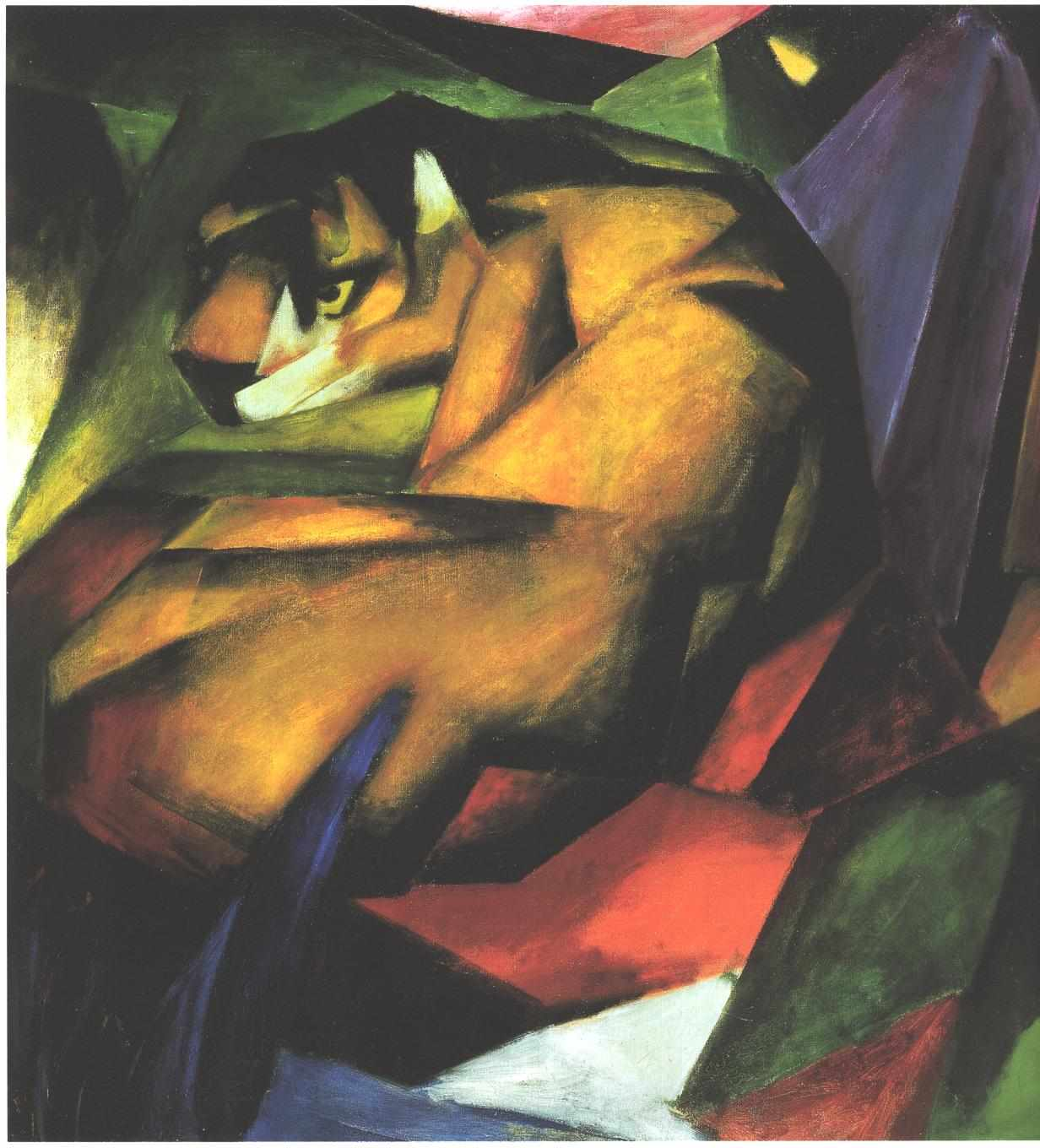
Le tigre de Franz Marc.
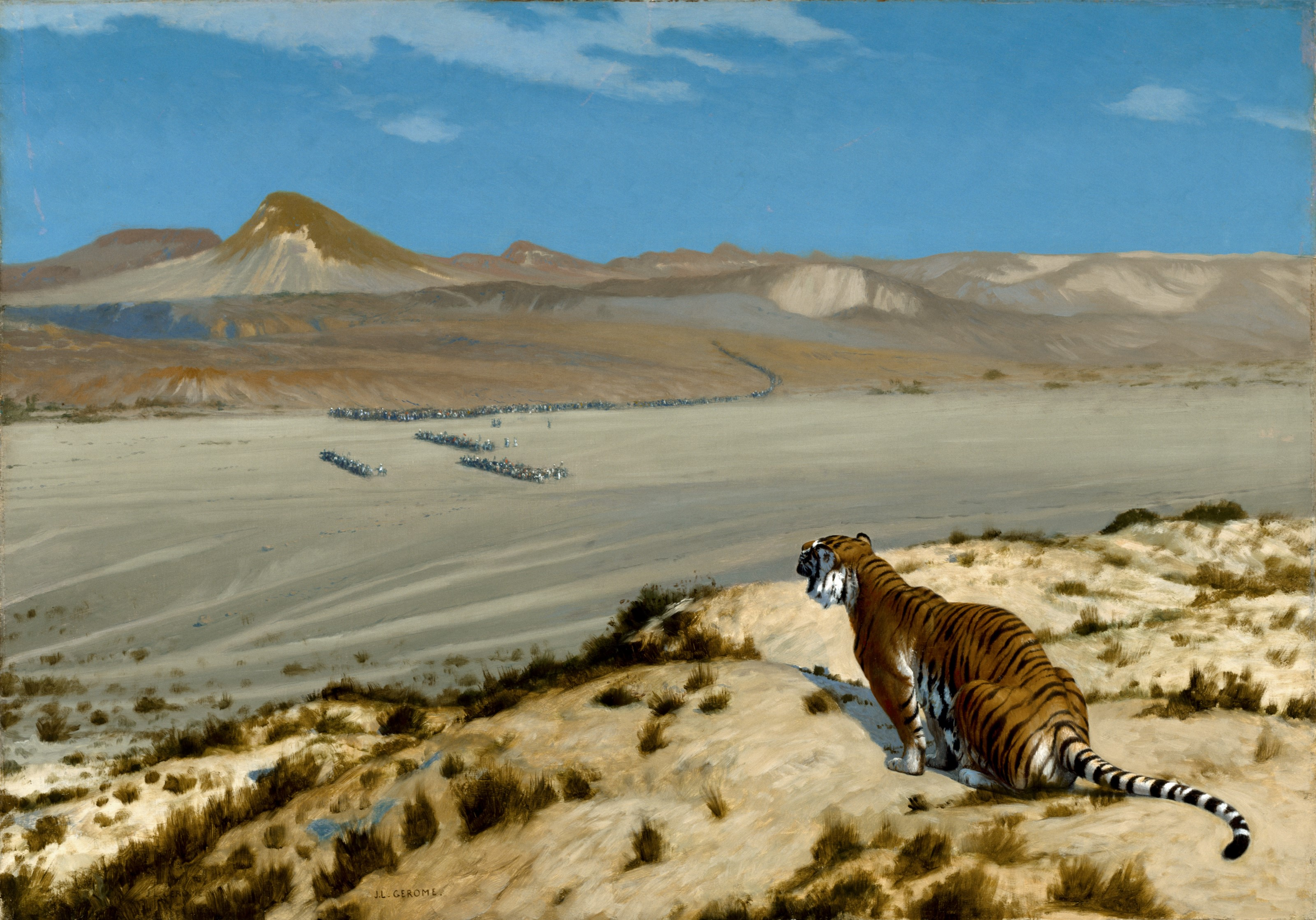
Tigre à l’affût de Jean-Léon Gérôme.

En musique, le groupe Le Tigre est un groupe punk féministe américain. La chanson Eye of the Tiger composée par le groupe américain Survivor pour le film Rocky 3, l'œil du tigre a été réutilisée de nombreuses fois. Le Taking Tiger Mountain by Strategy est un opéra de Pékin, l'un des huit autorisés lors de la révolution culturelle.
De nombreux tigres apparaissent dans la littérature, à commencer par Shere Khan du Livre de la jungle. Parmi les tigres de fiction, on compte également le tigre de l'Histoire de Pi, Tigrou dans Winnie l'Ourson de Alan Alexander Milne, Louison le tigre du capitaine Corcoran dans Les Aventures du capitaine Corcoran de Alfred Assollant. Dans le domaine de la bande dessinée, c'est Hobbes de Calvin et Hobbes qui retiendra l'attention, mais on peut citer également Moloch dans Corentin Feldoë ou encore Joé le Tigre dans La Jungle en folie.

« Shere Khan entendit le tonnerre [des sabots des buffles domestiques], se leva et rampa lourdement vers le bas du ravin, cherchant de tous côtés un moyen de s'enfuir ; mais les parois étaient à pic, il lui fallait rester là, lourd de son repas et de l'eau qu'il avait bue, prêt à tout plutôt qu'à livrer bataille. Le troupeau plongea dans la mare qu'il venait de quitter, en faisant retentir l'étroit vallon de ses mugissements. Mowgli entendit des mugissements répondre à l'autre bout du ravin, il vit Shere Khan se retourner [...]. Rama broncha, faillit tomber, continua sa route en piétinant quelque chose de flasque, puis, les autres taureaux à sa suite, pénétra dans le second troupeau à grand bruit, tandis que les buffles plus faibles étaient soulevés des quatre pieds au-dessus du sol par le choc de la rencontre. »

— Rudyard Kipling, Le Livre de la jungle
Au cinéma, on retrouve les adaptations de certains livres cités plus haut comme Tigrou dans la série Winnie l'Ourson de Disney ou Shere Khan. D'autres apparitions plus spécifiques peuvent être notées comme le personnage secondaire de Rajah dans Aladdin ou le rôle clé du tigre dans Le Tigre du Bengale de Fritz Lang. Plus récemment, Jean-Jacques Anneau tourne Deux Frères, l'histoire de deux tigres d'une même portée, enlevés très tôt à leur mère, et qui vont finir par se retrouver ; ces deux tigres, avec d'autres, sont également présents dans l'émission de télévision Fort Boyard depuis 1990.

### Tigres célèbres

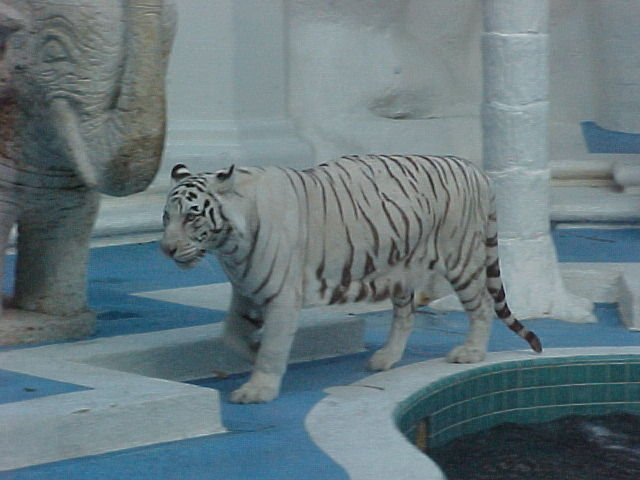
Un tigre blanc de l'hôtel The Mirage où les spectacles de Siegfried & Roy avaient généralement lieu.

Les tigres célèbres sont moins nombreux que les tigres de fiction. On compte toutefois la tristement connue « tigresse de Champawat » : mangeuse d'homme, elle terrorisa toute une région pendant huit ans avant d'être abattue par le chasseur Jim Corbett. La tigresse Sita devient connue mondialement lors de son passage en couverture du National Geographic en décembre 1997,. Parmi les tigres du cirque, on peut également citer Montecore, le tigre blanc ayant attaqué le dompteur Roy Horn du tandem Siegfried & Roy. Enfin, Satin est un tigre qui a reçu en 1955 un Patsy award pour son interprétation dans le film Les Gladiateurs (Demetrius and The Gladiators) sorti en 1954.